# Firenze
Firenze ([fi'rɛ:nʦe]), Olaszország egyik nagyvárosa, egyben Toszkána régió székhelye és kulturális központja. A Firenzei főegyházmegye székvárosa.
Az Arno folyó két partján, annak völgyében elterülő város hosszú múltra tekint vissza. Századokon át a Medici-család uralta. 1865-1871 között az Olasz Királyság fővárosa is volt. Számtalan történelmi és művészeti látványosságnak ad otthont. A „reneszánsz bölcsőjeként” is emlegetik. Történelmi belvárosát 1982-ben az UNESCO a világörökség részévé nyilvánította. 1986-ban Európa kulturális fővárosa volt.

## Földrajz

### Fekvése
Firenze az Arno középső folyása mentén fekszik, a careggi, fiesolei, settignanói, arcetri, bellosguardói dombok által határolt ártéri síkságon (Valdarno-völgy), nagyobb részben a folyó északi partján, a tengerszint feletti 50 méteres magasságban. Az Arno déli partja dombosabb, ezért gyérebben lakott. A várost még kisebb folyók is átszelik: a Mugnone, a Terzolle valamint a Greve.

### Éghajlata
Firenze éghajlata nedves szubtrópusi (Köppen klímarendszere szerinti „Cfa klíma”): a tél meglehetősen hideg, a nyár pedig kellemetlenül fülledt, meleg. November és április között havazás is előfordulhat. A lehulló csapadék mennyisége egész évben jelentős, átlagosan 915 mm körüli, de előfordul 1200 mm is. A levegő nedvességtartalma egész évben magas. A maximum-hőmérsékletet 1983 júliusában mérték, ekkor a hőmérő 42,6 °C-ot mutatott, míg a legalacsonyabbat 1985 januárjában -23,2 °C-kal. Az évi negyven fagyos napból tíz őszre-tavaszra esik.
A firenzei Peretola Meteorológiai Állomás (Stazione meteorologica di Firenze Peretola) és a Ximenes Obszervatórium (Osservatorio Ximeniano) megfigyelései alapján az átlagos hőmérsékleti adatok az esztendő egyes hónapjaiban a következőképpen alakulnak:
| Hónap                               | Jan.  | Febr. | Márc. | Ápr.  | Máj.  | Jún.  | Júl.  | Aug.  | Szept. | Okt.  | Nov.   | Dec.  | Év    |
| ----------------------------------- | ----- | ----- | ----- | ----- | ----- | ----- | ----- | ----- | ------ | ----- | ------ | ----- | ----- |
| Legmagasabb középhőmérséklet (°C)   | 8     | 10    | 15    | 19    | 23    | 29    | 33    | 32    | 27     | 21    | 14     | 11    | 20,1  |
| Legalacsonyabb középhőmérséklet(°C) | 1     | 2     | 5     | 8     | 11    | 16    | 19    | 18    | 14     | 10    | 5      | 2     | 9,2   |
| Csapadék (mm)                       | 73,60 | 68,58 | 81,28 | 78,74 | 73,66 | 55,88 | 40,64 | 76,20 | 78,74  | 88,90 | 111,76 | 91,44 | 914,8 |
| Forrás:                             |       |       |       |       |       |       |       |       |        |       |        |       |       |

## Történelem

### Ókor

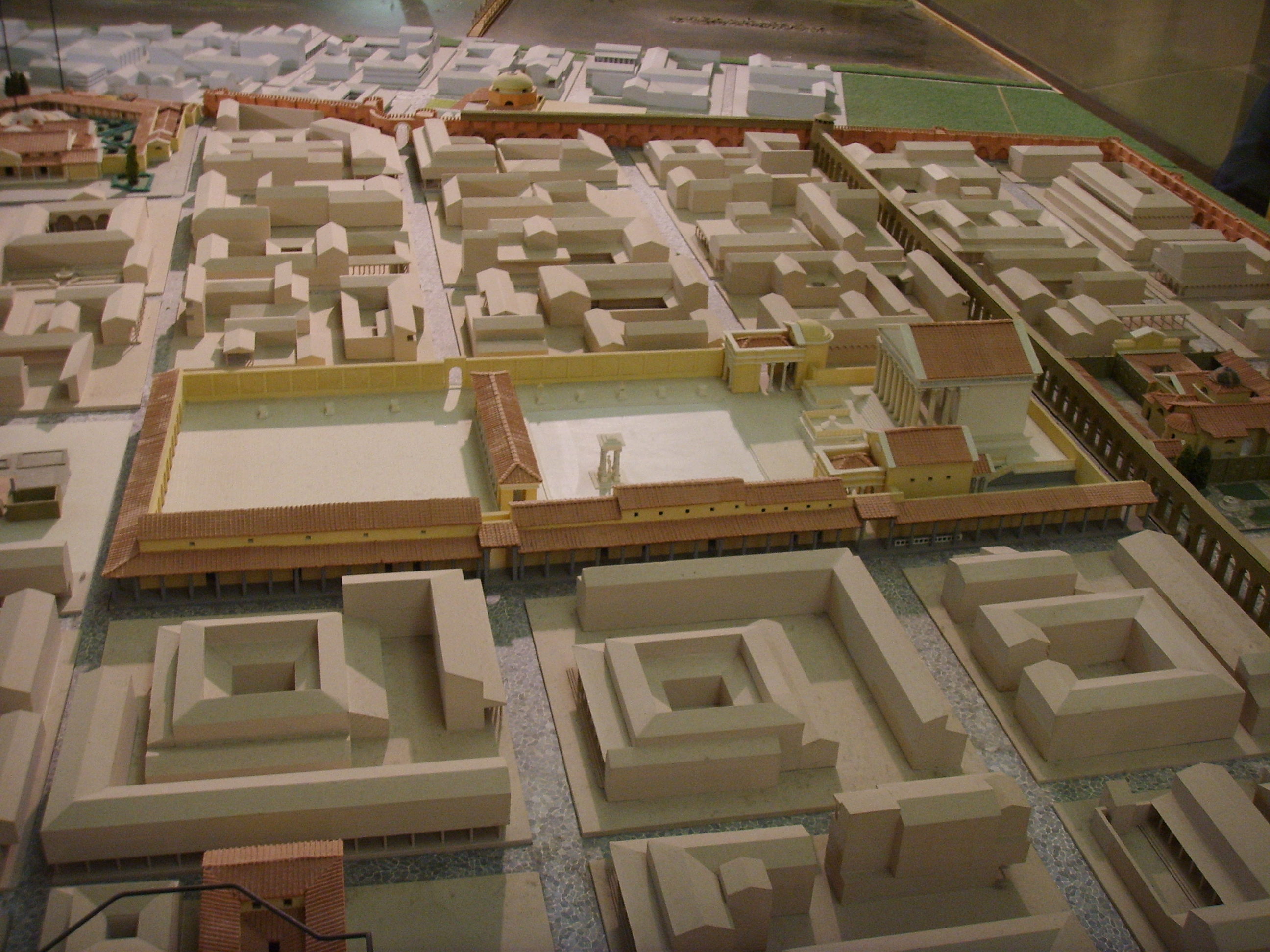
Az ókori Florentia rekonstrukciója

A régészeti leletek tanúsága szerint a mai Firenze területe már háromezer éve is lakott volt. A Mugnone és az Arno összefolyásánál kora vaskori település nyomait fedezték fel, a város központjában, a Piazza della Repubblicánál pedig ugyancsak ebből az időből származó temetőt.
Az i. e. 8-7. században a mai centrumtól északra, Fiesole (latinosan Faesule) területén az etruszkok egyik városa állt, mely az Arno eme szakaszán fekvő települések felett uralkodott. Temetőjük nyomait megtalálták a folyó bal partján, nem messze a Ponte Vecchiótól. Az etruszkok terjeszkedését Róma állította meg az i. e. 3-2. században. A rómaiak rendre meghódították a legfontosabb kereskedelmi csomópontokat, többek között a mai híd helyén volt egykori átkelőhelyet is. Sulla alatt az i. e. 1. században római kézre került a fiesolei fellegvár is. I. e. 59-ben Julius Caesar veterán katonái új coloniát létesítettek az Arno jobb partján. A Florentia (virágzó) nevet adták neki. Egy antik monda szerint a város nevét Fiorinus etruszk király után kapta, akit a legenda szerint a folyó partján temettek el. Egy másik szerint az Arno habzó vizéről (fluens), de létezik olyan legenda is mely szerint az Arno partján elterülő virágos mezők (flora) ihlették a rómaiakat a névválasztásban. Az elfogadott elmélet szerint a katonák jókívánságként adták a virágzó nevet városuknak, természetes óhajként, hogy új településük szépen kibontakozzék és virágozzék. A négyszögletű várost téglafallal vették körül és a derékszögben egymást metsző két főútja végén kapukat építettek. Ezt a városszerkezetet a középkori belváros is megőrizte. A két főútvonal a Cardo Maximus (ma Via Strozzi – Via degli Speziali – Via del Corso) és a Decumanus (ma Via Calimala – Via Roma) voltak. Az egykori római fórum helyét ma a Piazza della Repubblica foglalja el, a színház a Piazza della Signoria helyén volt, míg a közfürdők a mai Via delle Terme mentén. A város védőistene Mars volt, szentélye valószínűleg a mai baptisterum helyén állt.

### Középkor

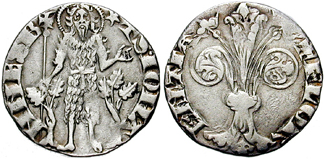
Fiorentino d'oro

Annak ellenére, hogy a kereszténység már a 3. században elterjedt a városban, az első püspök említése csak 313-ból származik. Az 5. század népvándorlásainak pusztításai Firenzét sem kímélték: 405-ben a keleti gótok, majd 541-ben a Totila vezette gótok dúlták fel a várost. A hagyomány szerint Firenzét Nagy Károly építtette újjá, aki a 786-os év karácsonyát itt töltötte. Az ezredforduló idején őrgrófok uralkodtak fölötte. A helyiek különösképpen tisztelik Hugo őrgrófot, aki 1001-ben számos kiváltsággal ajándékozta meg a várost. A 11. század végén Mathild őrgrófnő a pápát támogatta a IV. Henrik német-római császárral vívott háborújában. Köszönetképpen az elkövetkezendő évszázadok során számos leánygyermeket Contessa (Grófnő) névre kereszteltek.
Attól kezdve a gazdag firenzei kereskedő- és bankárcsaládok egyre nagyobb befolyásra tettek szert és különböző hatalmi, politikai csoportosulásokba szerveződtek. Ezt a politikai helyzetet a történetírók a „tornyok társasága” (Società delle Torri) korszakának nevezik. A név azzal magyarázható, hogy annak idején minden nemesi család háza fölé egy-egy torony magasodott, mivel egyrészt nem volt elegendő hely terjeszkedésre a városfalakon belül, másrészt pedig kiváló védelmet biztosítottak a különböző pártok közötti villongások során. Ma már csak kevés torony őrzi ennek az emlékét, mivel vagy elpusztultak, vagy pedig a központi hatalom megszilárdulása miatt a tulajdonosok kénytelenek voltak lebontatni őket.

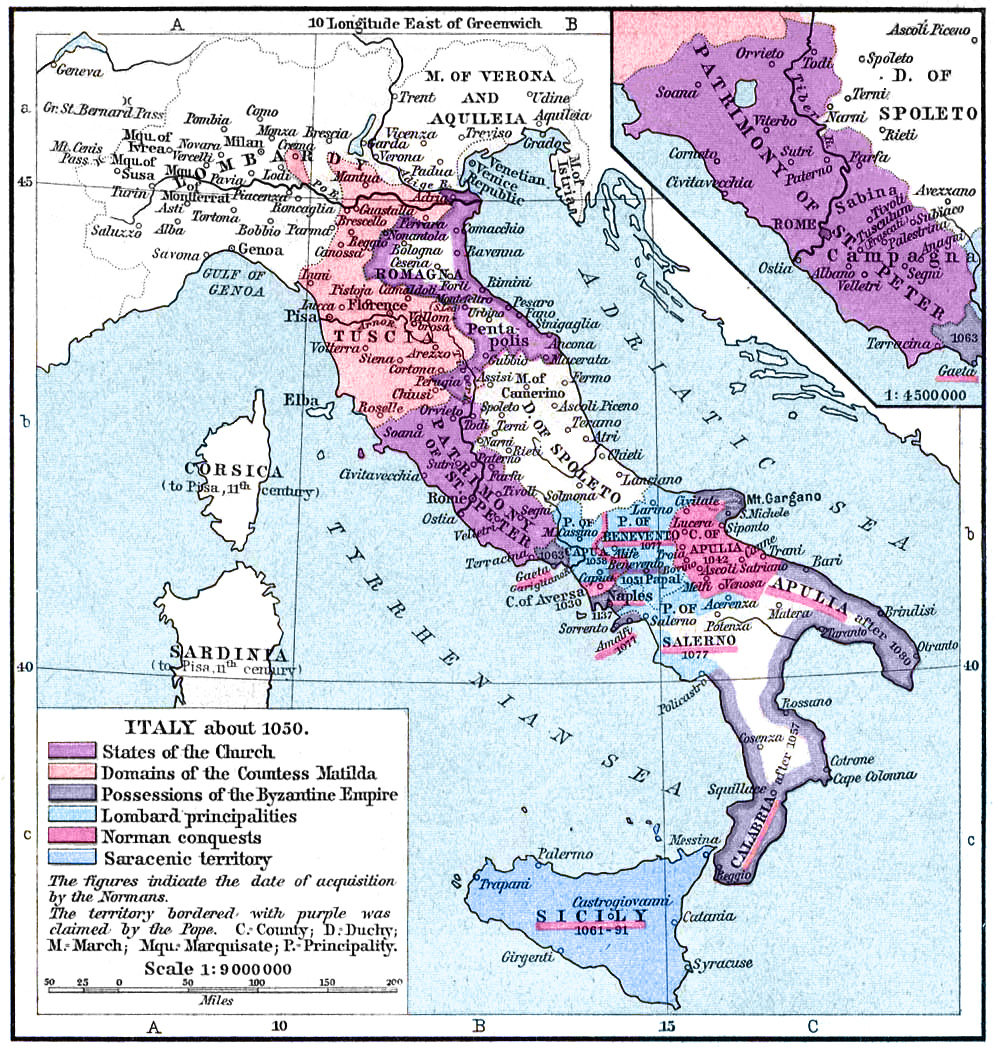
Itália államai 1050-ben

A 12. századtól kezdődően a város életében egyre fontosabb szerepet kapott a városi bíró, az úgynevezett podestà, aki nem lehetett helyi születésű, ezzel biztosítva elfogulatlanságát és tárgyilagosságát.
A 13. századra a hatalmi csoportosulások két tömbbe tömörültek: a pápát támogató és a német-római császár oldalán álló guelfek és ghibellinek pártjaira. Versengésük évszázadokon át nyugtalanságban tartotta nemcsak Firenzét, hanem Toszkána többi nagyobb városát is. A két párt közötti gyűlölet 1215 húsvétján robbant ki, amikor a guelf-párti Buondelmonti család egyik ifjú sarja megkérte a ghibellin-párti Amidei lány kezét. A sérelem miatt az Amideik az Uberti család segítségét kérték és meggyilkolták az ifjú Buondelmontit. A ghibellineknek 1249-ben sikerült kiűzniük a guelfeket a városból, de diadaluk rövid életű volt, hiszen a város környéki termőföldek, amelyektől Firenze gazdasága nagyban függött a pápához hű párt kezén maradtak. A guelfek 1250-ben visszatértek a városba. Ekkor megreformálták a városvezetést: a közösség élére a Signoria (városi tanács) által kinevezett Primo Popolót állították, a biztonság felügyeletére pedig egy Capitano del Popolót neveztek ki. A következő néhány évben Firenze virágzásnak indult, ekkor verték az első aranypénzeket, az Európában nagyra becsült fiorentino d'orókat, valamint sikerült meghódítaniuk Volterrát, San Gimignanót, Poggibonsit, de kiterjesztették befolyásukat Pisára, Luccára, Pistoiára, Arezzóra és Sienára is.
1260-ban a ghibellineket száműzték a városból és amikor ezek Sienába menekültek, a firenzeiek e közeli város falaiig nyomultak előre, de Montaperti mellett vereséget szenvedtek. A diadalittas sienaiak Firenze elpusztítását javasolták, de egy városához hű ghibellin tanácsára elálltak szándékuktól. Rövid hatéves ghibellin uralkodás után a hatalom ismét a guelfek kezébe került, akik alatt kiterebélyesedett a gazdasági és kulturális élet, ami Firenzét a késő középkor egyik legfontosabb európai városállamává tette.
1267-ben az újra uralomra jutott guelfek megválasztották Anjou Károlyt Signorénak 10 évre. Az idegen fejedelmek számára a megválasztásuk biztosította azokat a jogokat, amiket azelőtt a császárok gyakoroltak, és vicariusaik a kormányhatalmat a városi hatóságokkal együtt gyakorolták. Ez utóbbiakhoz tartoztak a 13. század közepe óta a 7 magasabb céh (bírák, posztókereskedők, pénzváltók, gyapjúszövők, selyemfonók, orvosok és gyógyszerészek, szűcsök) fejei is, akikhez később újabb 14 céh társult.
1282-ben a céhek kezükbe ragadták a hatalmat és azt főnökeik, Priori által Signoria néven gyakorolták is, a nemességet pedig szigorú törvényekkel, Ordinamenti della Giustizia, igyekeztek féken tartani. E célból eleinte 1000, később 2000 főből álló polgári őrséget állítottak fel. Ennek dacára a nemesek, akik a Neri e Bianchi („feketék és fehérek”) nevet vették fel, a 14. század elején új harcba kezdtek, amelyekben Dante guelf érzelmeiért száműzetéssel bűnhődött. A szegényebb nemesi családok a magasabb céhekbe vétették föl magukat és így új arisztokrácia keletkezett, amelyhez az Acciajuoli, Alberti, Buonaccorsi, Perizzi stb. családok tartoztak. Az alsóbb néposztály, a popolo minuto a hivatalokból ezután is kizárva maradt. Mindez újabb viszályokat teremtett, sikertelen kísérlet maradt az is, hogy a békét idegen fejedelmek által akarták helyreállítani; végül ezek egyike, Gauti de Brienne, Athén hercege 1342-ben az alsóbb néprétegek segítségével felfüggesztette az alkotmányt. A következő évben elűzték, a hatalmat pedig a meggazdagodott kereskedőcsaládokból alakult oligarchia ragadta a kezébe.
A 13. század végén Firenze többször is háborúba keveredett Pisával, Luccával és Arezzóval, de a háborús pusztításoknál jóval nagyobb károkat okozott az Arno 1333-as áradása (mely az összes hidat elsodorta) valamint az 1348. évi pestisjárvány, amely megtizedelte a lakosságot. A város gazdaságának alapját továbbra is a bankok és a textilipar képezték, s a vagyon néhány befolyásosabb család kezében összpontosult, ami súlyos politikai ellentétekhez vezetett. Emiatt többször is lázadások, pártvillongások törtek ki. Mindezek ellenére a városban virágzott a kulturális élet és hamarosan az itáliai reneszánsz vezető városává nőtte ki magát.
1378-ban az alsó néposztály lázadása, a Tumulto dei Ciompi három évig tartó „népuralomra" vezetett. Ezt ismét az az arisztokrata párt semmisítette meg, amelynek élén az Albizzik álltak. Uralmuk alatt Firenze nagy virágzásnak indult; a milánói Viscontiak Nápolyi László ellenében győztek, 1406-ban Pisát, 1411-ben Cortonát, 1421-ben Livornót foglalták el. A gyors felvirágzás az alsóbb néposztály több tagját is gyorsan meggazdagította és befolyásossá tette; ezek közé tartozott a Medici-család is.

### Reneszánsz

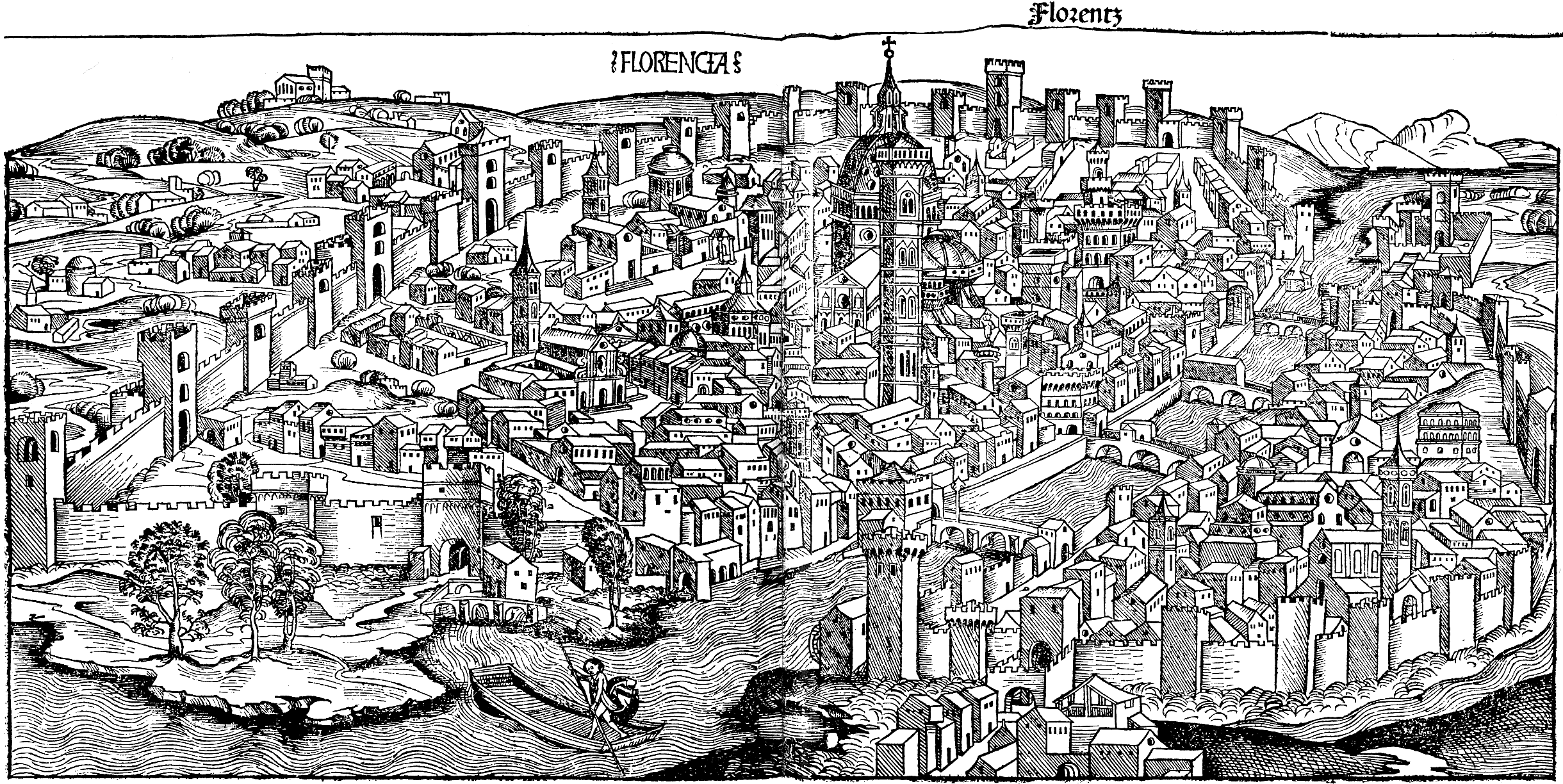
Firenze látképe 1493-ban

A Medici-család uralmának tulajdonképpeni megalapítója Giovanni di Bicci de' Medici (1360–1429) volt. Fiát, Cosimo de' Medicit (1389–1464) az Albizziak ugyan megbuktatták, de egyévnyi száműzetés után 1434-ben visszatért, és ettől kezdve igazi fejedelmi hatalommal kormányozta a várost anélkül, hogy a köztársasági államformát megsértette volna. A Milánó ellen viselt háborúit az Anghiari melletti győzelem fejezte be. 1454 áprilisában Milánó és Firenze megkötötték a lodi békét, augusztusban a Velencei Köztársaság bevonásával megalakították az Itáliai Liga nevű védelmi szövetséget, amelyhez 1455-ben a pápai állam és a Szicíliai Királyság is csatlakozott. A Liga fél évszázados stabilitást biztosított Itáliában. Cosimo pártfogása mellett a tudományok és művészetek virágzásnak indultak: Brunelleschi, Donatello, Masaccio, Fra Filippo Lippi, Michelozzo az ő részére dolgoztak; ő alapította a Platói Akadémiát és a Medici-könyvtárat. Halála után a nép a Pater patriae („A haza atyja”) névvel illette.

Itália 1494-ben

Az uralkodásban beteges fia, Piero de’ Medici (1416–1469) követte, őt pedig 1469-ben fia, Lorenzo de' Medici (1449–1492), akit il Magnificónak (a Fenséges) neveztek. Lorenzo mint államférfi, költő, és mint a tudományok és művészetek pártfogója halhatatlan hírre tett szert. Firenze lett az olasz szellemi mozgalom és művészet középpontja. A legkitűnőbb művészeken kívül a legjelesebb filozófusok is Lorenzo pompás udvarába gyülekeztek. Johannes Reuchlin Firenzébe jött, hogy görögül tanuljon. (A firenzei dialektus vált a mai olasz nyelv mintájává.) Lorenzo uralmát a Pazzi-összeesküvés sem tudta megtörni 1478-ban, bár öccse, Giuliano de’ Medici (1453–1478) áldozatul esett a merényletnek. A külső veszélyek ellen ügyesen megkötött szövetségekkel védelmezte magát, a városban magában pedig pazar költekezéssel erősítette meg helyzetét, amit főként nyilvános pénzekből fedezett. Korlátlan uralkodóként kormányzott, csak a fejedelmi címe hiányzott. 1492. április 8-án halt meg Careggiben.
Lorenzo halála után a nép szabadságszeretete, amelyet Savonarola fanatikus színre lépése lángra lobbantott, fölkelt a Mediciek uralma ellen. 1494-ben II. Piero de' Medicit (1471–1503) testvéreivel együtt elűzték, és az uralmat egy demokratikus nagytanácsra bízták. Savonarola 1498-ban máglyán végezte életét, de szellemének iránya fennmaradt és 1502-ben a becsületes Piero Soderinit választották élethossziglani gonfalonieré-vé, aki Pisát 15 évi küzdelem után újra elfoglalta. 1512-ben Giovanni di Lorenzo de’ Medici (1475–1521) (a későbbi X. Leó pápa) és Giuliano de’ Medici (1479–1516) spanyol csapatok élén visszatértek a városba. Utánuk Lorenzo di Pierfrancesco de’ Medici (1463–1503) és később Giulio de' Medici (1478–1534) vezette Firenze kormányügyeit. Amikor ő VII. Kelemen néven a pápai trónra jutott, a Mediciek uralma 1527-ben újra megdőlt.
A Medici-uralmat V. Károly császár hadai állították újból helyre 1530-ban, miután a várost 11 hónapig ostromolták. Firenze hadait Francesco Ferruccio vezérelte és a védelmi munkálatoknál Michelangelo is részt vett. Alessandro de’ Medici ekkor mint örökös herceg foglalta el a kormányszéket. Halála után őt I. Cosimo követte, aki 1569-ben felvette a nagyhercegi címet és a város különböző birtokainak, az Arno vidékének, Arezzónak, Cortonának, Montepulcianónak, Volterrának, Pisának, Pesciának, Pistoiának és 1555-ben Sienának egyesítésével megalapította a Toszkánai Nagyhercegséget mint monarchikus államot. Alessandro 1564-ben lemondott fiának, Francescónak (1564–1587) javára, aki I. Ferenc néven szerepel a nagyhercegek sorában. Francescót a nagyhercegi székben I. Ferdinánd, II. Cosimo, II. Ferdinánd és III. Cosimo követték. Végül Gian Gastonéval 1737-ben kihalt a Medici-család. Ekkor VI. Károly német-római császár a vejének, Lotaringiai Ferenc hercegnek (1737–65) juttatta, aki 1763-ban Toszkánát osztrák szekundogeniturává tette. II. (Lotaringiai) Ferenc herceg, Mária Terézia főhercegnő férje 1745-től német-római császár lett, Toszkána nagyhercegi trónján második fia, I. Lipót követte. 1790-ben ő is hazatért Bécsbe (II. Lipót néven lett császár), Toszkánát utódai, a Habsburg–Lotaringiai-ház toszkánai ága uralta.

### 19. század

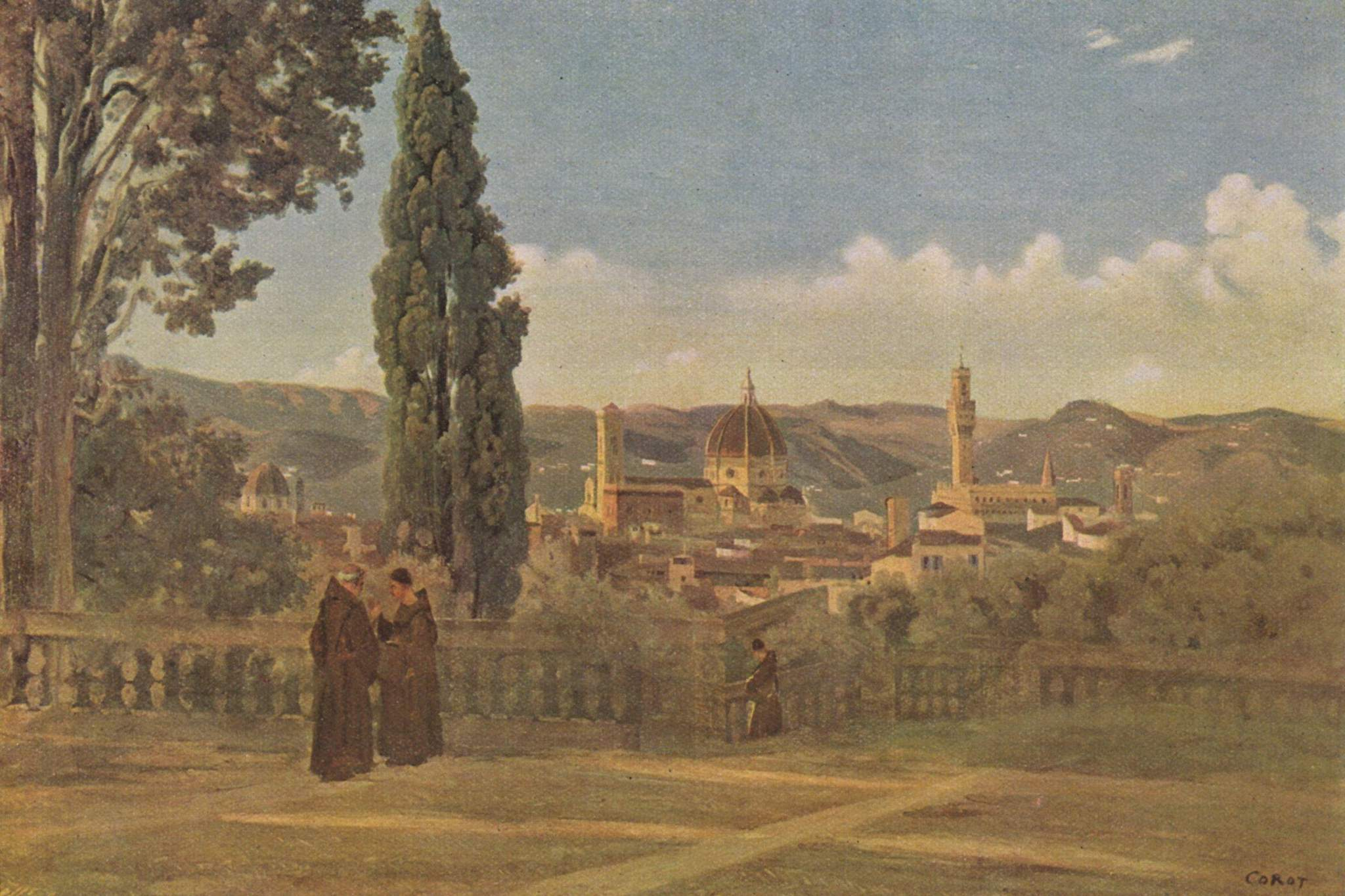
Firenze az 1830-as években (Jean-Baptiste-Camille Corot festménye)

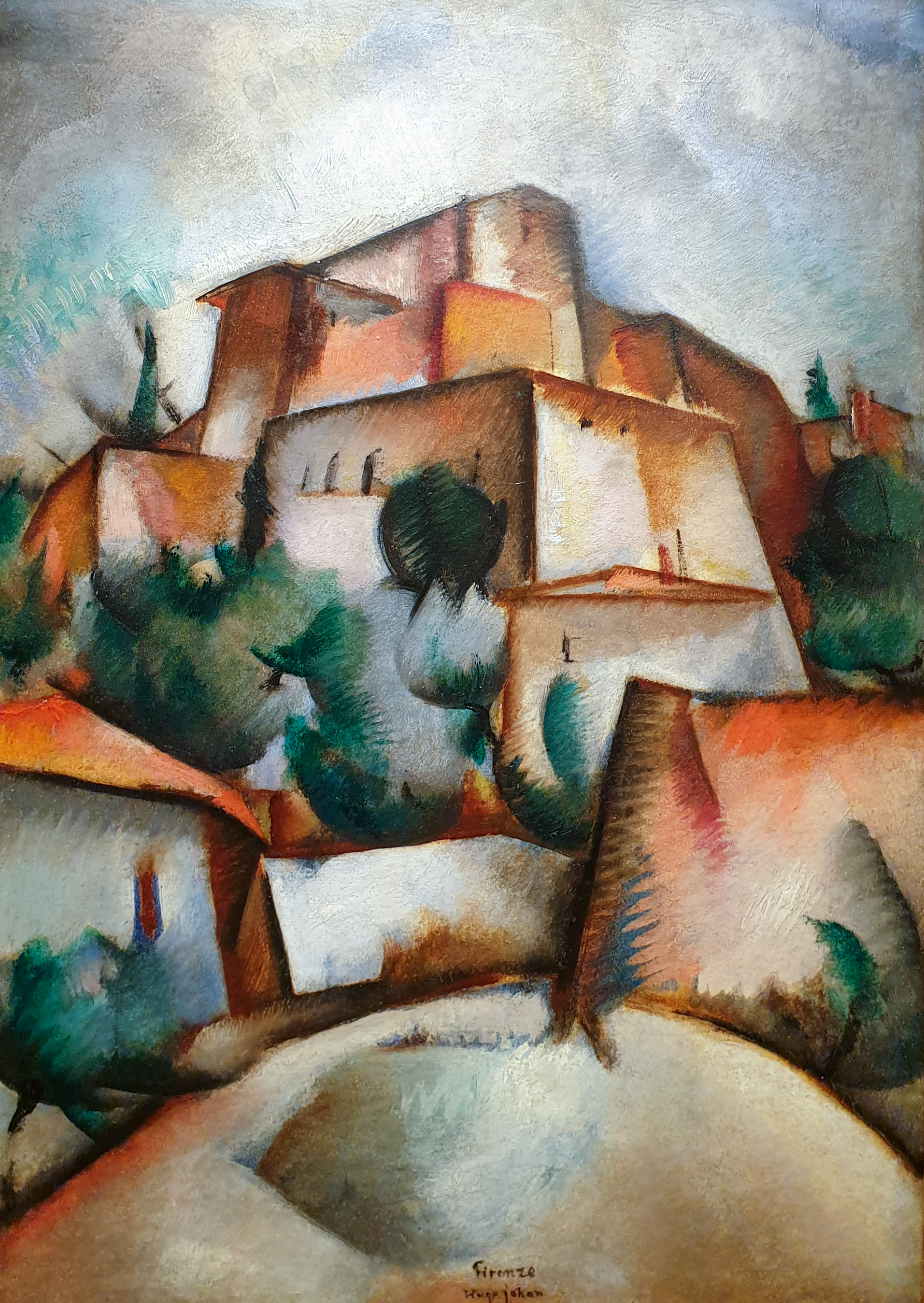
Johan Hugó magyar festő képe (1921) Firenzéről

Firenze 1859-ig osztrák kézen maradt, csak a napóleoni háborúk idején szakadt meg a Habsburgok uralma a város felett másfél évtizedre. Napóleon Bonaparte tábornok 1801-ben létrehozta az Etruriai Köztársaságot, majd bekebelezte a Toszkánai Nagyhercegség területét a Francia Császárságba, nagyhercegnővé pedig saját húgát, Élisát tette meg. Napóleon bukása után 1815-ben visszatért III. Ferdinánd, akinek fia, II. Lipót 1849-ben a forradalom miatt elmenekült Firenzéből, és az osztrák intervenciós hadsereg segítségével tért vissza. 1859-ben, a szárd–francia–osztrák háború után ismét lemondani kényszerült az uralkodásról, és családjával együtt elhagyta Toszkánát. A nagyhercegséget elfoglalták a Szárd–Piemonti Királyság csapatai. Firenze és Toszkána 1865. március 15-én csatlakozott az egyesült Olasz Királysághoz, és ezzel a városállam közel ezeréves fennállása megszűnt. Mint az Olasz Királyság egyik nagy múltú, híres városa azonban továbbra is fontos szerepet játszott, ennek bizonyítéka, hogy 1865-1871 között a királyság fővárosa volt.

### 20. század
A következő hetven évben Firenze osztozott az egységes Olaszország sorsában. A város lakossága megháromszorozódott, a gazdasága pedig fellendült.
1944. augusztus 4-ére virradó éjjel a Dél-Olaszország felől visszahúzódó német csapatok felrobbantották az Arno összes hídját a Ponte Vecchio kivételével, de a hídfő kétszáz méteres körzetében az összes épületet felrobbantották ezzel elpusztítva Firenze belvárosának legrégebbi részét. A károkat két évtized alatt sikerült helyreállítani.
1966 novemberében az Arno hirtelen jött áradása elárasztotta a történelmi városközpont nagy részét, súlyosan megrongálta a Ponte Vecchio pilléreit, a Santa Croce templom csodálatos festményei olajos, szennyes vízzel borította, a Nemzeti Könyvtárban pedig felbecsülhetetlen értékű kéziratokat, kódexeket tett tönkre.
Az 1970-es években a város lakossága majdnem elérte a félmilliót, az új városrészek körbevették a történelmi városmagot, de az elmúlt harminc évben a lakosság száma már fokozatosan csökkent.
1982-ben Firenze történelmi központját az UNESCO a világörökség részévé nyilvánította, majd 1986-ban a város Európa kulturális fővárosává.

## Népesség
2004-ben Nagy-Firenze lakossága elérte a 957 949 főt, ennek 93,3%-a olasz nemzetiségűnek vallotta magát. A lakosság 6,7%-át alkotják bevándorlók. A 64 421 nyilvántartott firenzei immigráns közül 27 759 európai (albánok, románok, németek), 19 488 távol-keleti (kínaiak, filippínók), a fennmaradó 10 364 lakos észak-afrikai származású, nagyon kis hányaduk pedig amerikai.
A lakosság életkor szerinti megoszlása:
- 0 – 14 év között (115 175) = 12,02%
- 15 – 64 év között (619 961) = 64,63%
- 65 év felett (223 613) = 23,34%

Az Európára jellemző alacsony születési ráta Firenzében is kimutatható, aminek következtében a nyugdíjas korosztály részaránya a teljes lakosság körében felülmúlja a 14 éven aluli fiatalokét. Ennek ellenére a 20. század harmadik harmadában a születési ráta lassú növekedése volt megfigyelhető.
A népesség számának alakulása:

## Közigazgatás
Firenze közigazgatásilag öt kerületre van osztva. Mindegyiket több városnegyed alkotja. Firenze korábbi felosztásában négy kerületet különítettek el. Ezeket napjainkban a városnapok idején elevenítik fel, amikor az egyes negyed lakói egymással párbajoznak különféle utcai játékok során (Santa Maria Novella, San Giovanni, Santa Croce és Santo Spirito).
| Kerület    | Terület (km²) | Lakosság (5/06) | Népsűrűség (ab/km²) | Negyedei |
| 1. kerület | 11,396        | 67 170          | 5894                | San Jacopino, Il Prato-Pignone, La Fortezza, Viali, Duomo-Oltrarno, Collina sud, San Gaggio |
| 2. kerület | 23,406        | 88 588          | 3784                | Campo di Marte-Le Cure, Viali, La Rondinella, Settignano, Collina nord, Bellariva-Gavinana |
| 3. kerület | 22,312        | 40 907          | 1833                | Collina sud, Galluzzo, San Gaggio, Bellariva-Gavinana, Sorgane, Ponte a Ema |
| 4. kerület | 16,991        | 66 636          | 3921                | Argingrosso; Cintoia; I Bassi; Il Casone; Isolotto; La Casella; Legnaia; Le Torri; Mantignano; Monticelli; Pignone; San Lorenzo a Greve; Soffiano; San Quirico; Torcicoda; Ugnano                     |
| 5. kerület | 28,171        | 103 761         | 3683                | Castello-Le Panche, Piana di Castello, Pistoiese, Il Lippi-Barsanti, Firenze Nova, Novoli, Parco delle Cascine-Argingrosso, San Jacopino, La Fortezza, Careggi, Leopoldo-Rifredi, Collina nord, Viali |
| Összesen:  | 140,9         | 367 062         | 2605                | |

## Politika
A városra hagyományosan baloldali fellegvárként tekintenek az olasz belpolitikában.
A várost 1945 és 1951 között kommunista városvezetés vezette, 1951 és 1965 között a kereszténydemokraták, 1966-ban félévnyi időre a szocialisták, majd 1966 és 1975 között ismét a kereszténydemokratáké volt a városvezetés. 1975 és 1983 között az Olasz Kommunista Párt jelöltje Elio Gabuggiani volt a polgármester. 1983 és 1985 között a republikánusok, majd 1985 és 1995 között a szocialisták vezették a várost három párti koalícióval.
A város polgármesterét először 1995-ben választották meg közvetlenül. Azóta mindig a balközép koalíció (Olajfa, Unió, Demokrata Párt) valamelyik jelöltje győz az önkormányzati választáson.

## Látnivalók

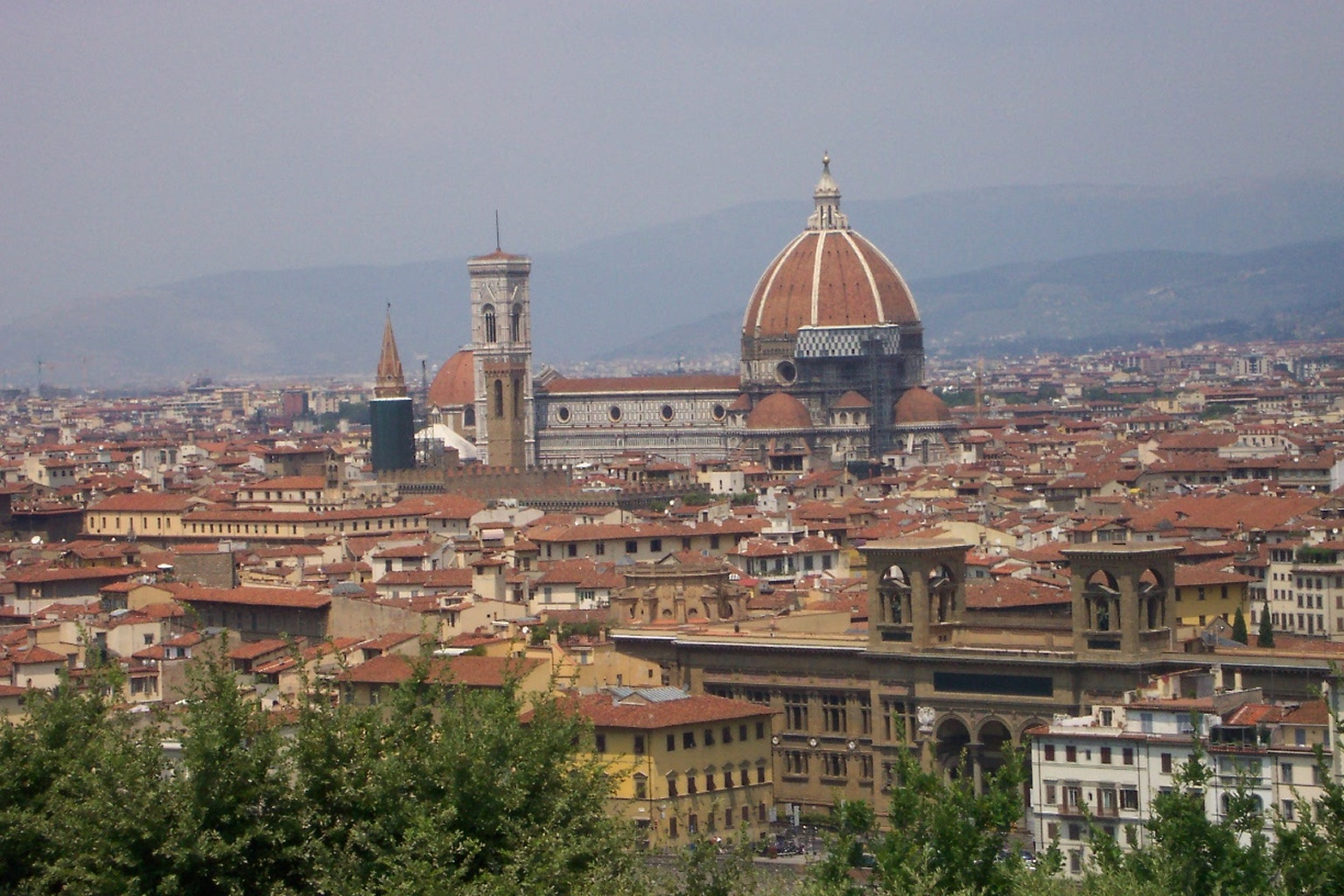
Firenze látképe

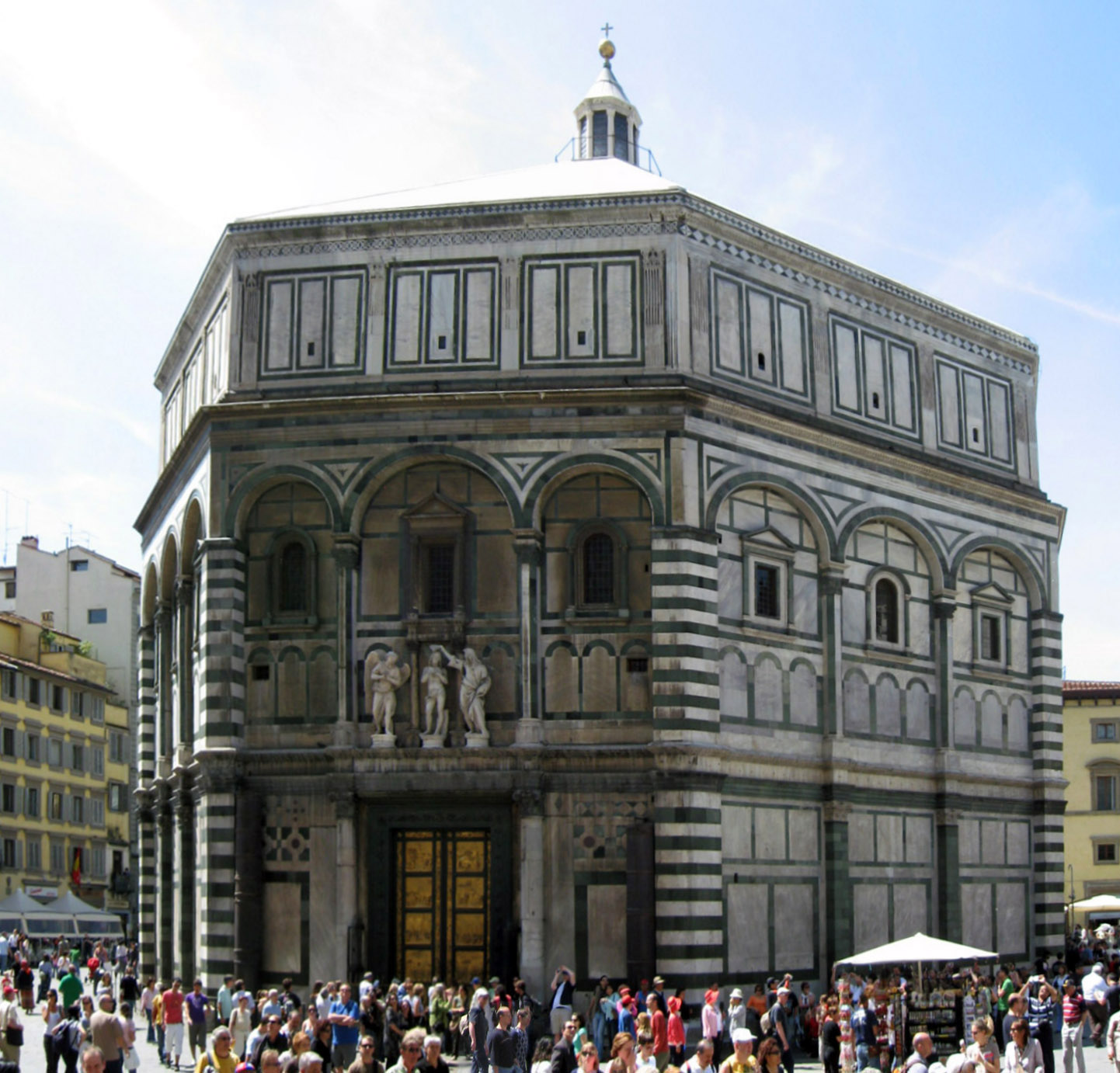
Battistero a Piazza Duomón

Firenze történelmi centruma 1982 óta az UNESCO kulturális világörökségének része. Legtöbb fennmaradt építménye, műemléke a 14-16. századból, a reneszánsz trecento, quattrocento, cinquecento időszakából származik. A látnivalók többsége a középkori városfalak által határolt területen belül helyezkedik el.

### Dóm tér
A tér a város egyházi jellegű központja a középkortól napjainkig.
- Szent János-keresztelőkápolna: nyolcszögű kupolás épület, külső falain különböző színű márványlapokból álló díszítéssel. Eredetileg Firenze székesegyháza volt. A toscanai román ízlés valódi remeke. 1100-ban alapították, de csak jóval később fejezték be. A 14-15. században kapta három bronzajtaját; ezek közt a legrégibb Andrea Pisanótól (1330) származik. Északi kapuját 1403–1424 között Lorenzo Ghiberti (1378–1455) alkotta. Michelangelo mondása szerint e kapuk megérdemelnék, hogy a mennyország kapui legyenek.
- Firenzei dóm: 1294-ben néphatározat alapította. Az építést eleinte Arnolfo di Cambio, később Giotto vezette. 1357-ben az eredeti tervet kibővítették. Brunelleschi 1421-ben átvette a munkát, ekkor készen volt a hosszház és a boltváll magasságáig a kupolatér; ő a kupolát készítette el. 40 métert meghaladó fesztávolságú, nyolcszög-alaprajzú tér fölé kettős héjú kolostor boltozat emelkedik. Szerkezete még gótikus. Vannak újszerű szerkezeti, építéstechnikai jellegzetességei is. A vastagabb belső héjban 64 rejtett, spirálvonalban felfelé haladó bordát hozott létre, így a kupola szerkezete önhordó lett, nem kellett aláállványozni a teljes építkezés ideje alatt. 1436-ban szentelték fel. A templom 169 méter hosszú, 104 méter széles, kupolája a laternával 107 méter magas. Homlokzatát 1887-ben leplezték le. Belseje meglehetősen puritán, de több gyönyörű festmény és síremlék ékesíti.
- Harangtorony: 1334-ben készült a 84,7 méteres, gótikus harangtorony, melyet márványberakás fed. A köznép ma is Giotto tornyának hívja. Építését teljesen csak 1387-ben fejezték be. Nyugati oldalát Donatello szobrai, többi közt a híres Zuccone (Dávid szobra), déli és északi oldalát Giotto és Andrea Pisano szép reliefjei ékesítik.
- Museo dell'Opera del Duomo: Az Opera del Duomoban őrzik az 1891-ben megnyitott Museo del Duomot, a székesegyházból való régiségeket, többek közt a Luca della Robbiatól és Donatellótól származó éneklő és táncoló fiúk és lányok csoportjait s más domborműveket, szobrokat, ötvöstárgyakat.

Via Cavour:
- Palazzo Medici-Riccardi: Michelozzo di Bartolomeo (1396–1472) kezdte el a Medici-palota építését, mely 1444–1459 között készült el. A palotát a 17. században kétszeresére bővítették, s ekkor vált belőle Palazzo Medici-Ricardi. A kora reneszánsz típusú épület, annak is egyik első példája. Homlokzata kváderkövekből épült, párkányok által tagolt, monumentális hatású. Újszerű oszlopos, árkádos udvara.

### Piazza di San Lorenzo

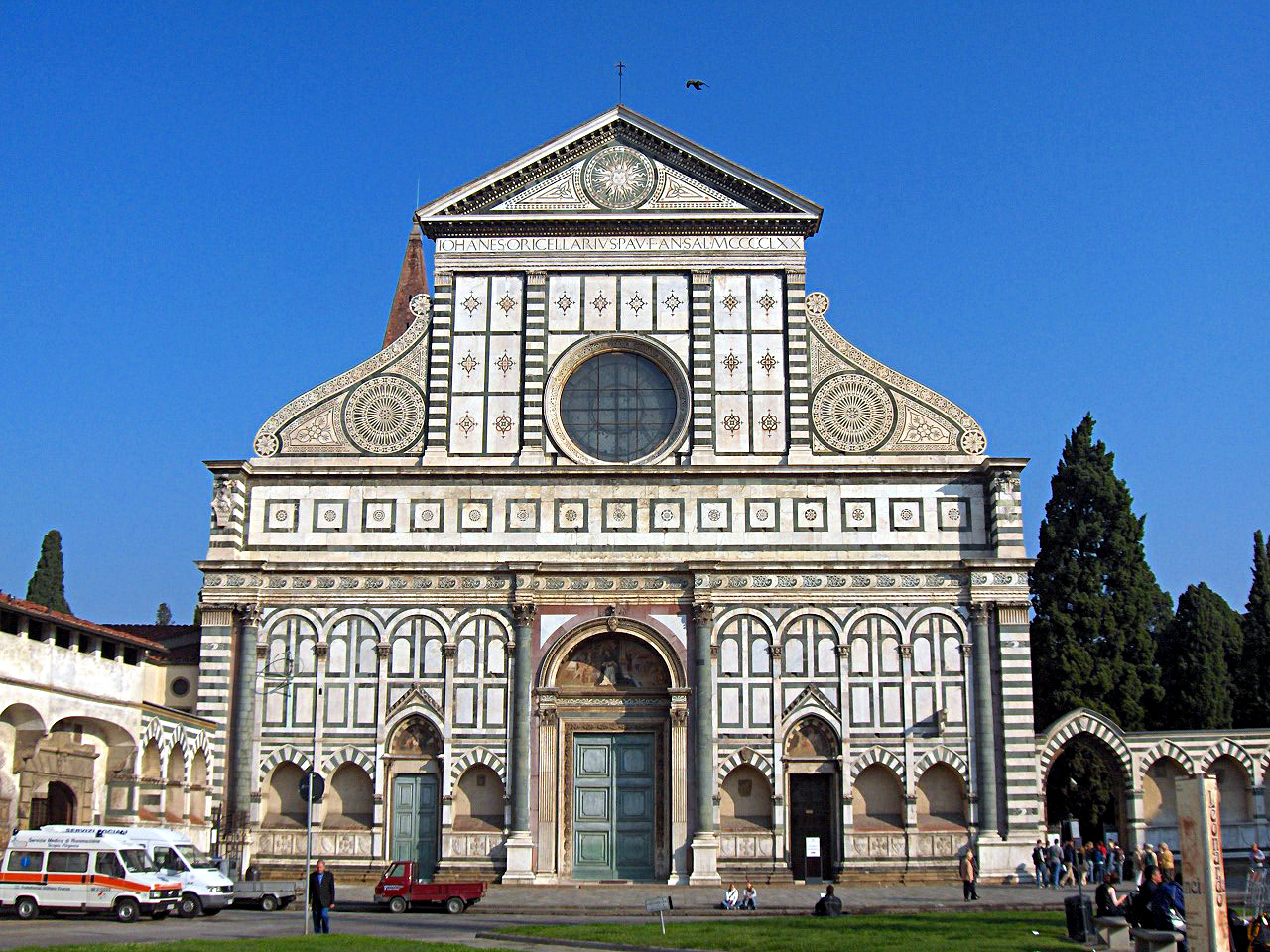
Santa Maria Novella

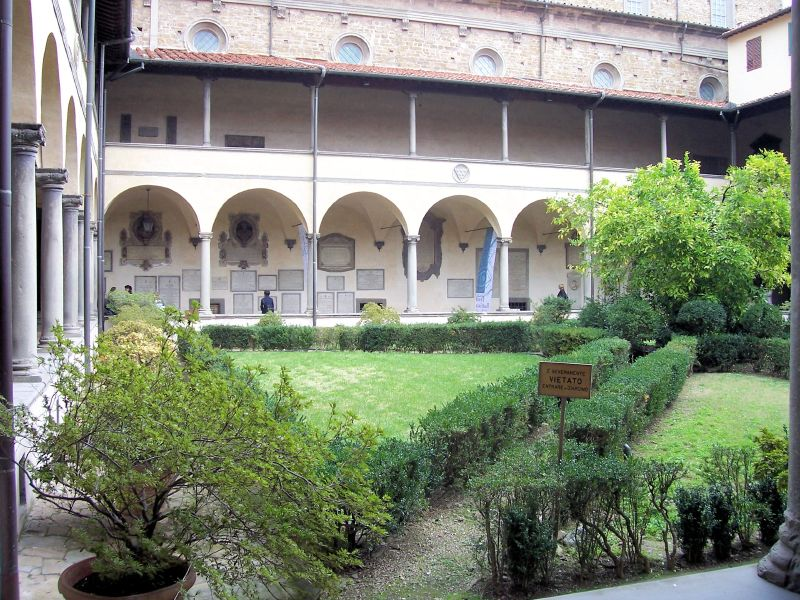
San Lorenzo, kerengő

A Medici-palotától bal oldalra indulva jutunk a térre.
- Giovanni delle Bande Nere szobra: 1540-ben készült alkotás a híres zsoldosvezérről.
- San Lorenzo: A templomot 390-ben alapították és Szent Ambrus 393-ban szentelte fel. 1425-ben Brunelleschi tervei szerint újjáépítették. A Medici-család megbízásából kezdte el a leégett templom renoválását, de nem volt ideje befejezni. Tervei szerint készült el a régi sekrestye, a Sagrestia Vecchia, és a templom belső tere. Homlokzatának belső része már Michelangelo műve. Egyik mellékhajójában Benvenuto síremléke látható Thorwaldsentől; régi sekrestyéjében szépek Donatello dekorációi.
  - Biblioteca Laurenziana: A templom szomszédságában őrzik a Medici Cosimotól 1444-ben alapított, többek közt görög és latin klasszikusok igen értékes kézirataival (1000) rendelkező könyvtárat.
  - Sagrestia Nuova és a Cappella dei Principi: A Lorenzo-templommal van összekötve a Medici-házból való nagyhercegek 1604-ben Matteo Nigetti által épített temetkező temploma. A Sagrestia Nuovát 1523–1529 között VII. Kelemen pápa megbízásából Michelangelo építette a Medici-család mauzóleumaként. Az épület egyszerű, négyszögletes, kupolás építmény, melyben Giuliano és Lorenzo Medicinek a síremléke található. Michelangelo az egészet nem fejezhette be, de architektúrája és faragványai így is egyöntetűek.
- Santa Maria Novella: a Piazza di Santa Maria Novellán áll, szép márványhomlokzatokkal, pompás főportállal, Massaccio és Ghirlandaio szép freskóival, a Capella degli Spagnuoliban Giotto tanítványainak festményeivel.

### Piazza della Signoria

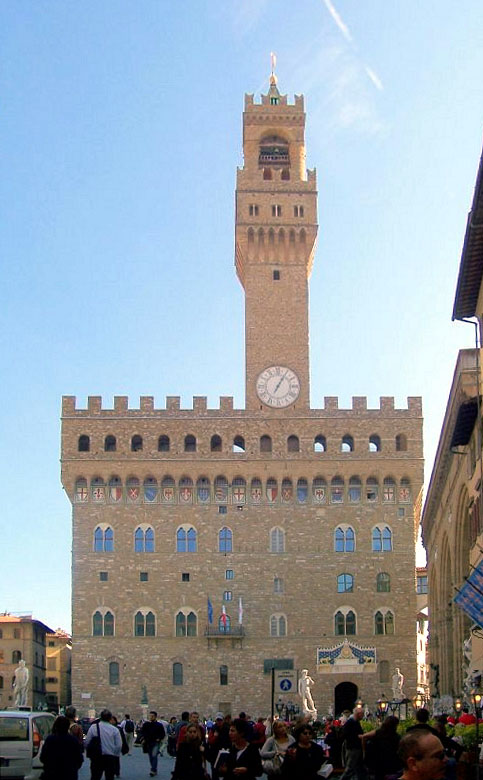
Firenze, Palazzo Vecchio

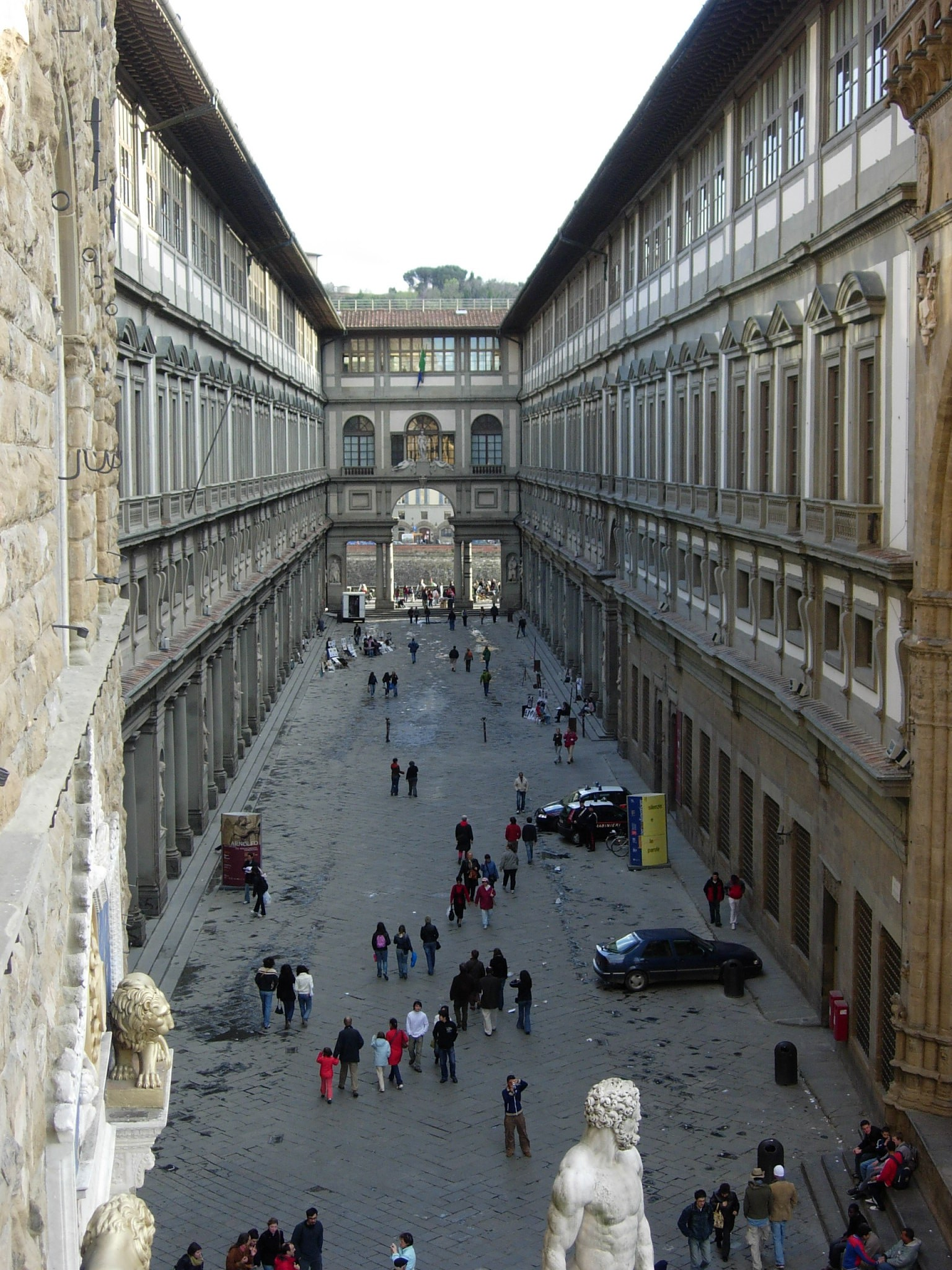
Uffizi-palota

A városi élet középpontja, egykor a köztársaság fóruma volt, mostani alakjában a 14. század óta népgyűlések, ünnepek színhelye. 1498. május 23-án itt állt az a máglya is, melyen Savonarolát és vele együtt két dominikánust elégettek.
- Palazzo Vecchio vagy Palazzo della Signoria: ma Városháza, de eredetileg a Signoriának, a köztársasági kormánynak, később I. Cosimo nagyhercegnek a székhelye volt. Várszerű épület magas pártázattal. 1298-ban Arnolfo di Cambio kezdte építeni. 94 méter magas tornya csak a 15. században készült el teljesen.
- Neptun-kút: nagy manierista stílusú kút Ammanatitól (1575) Neptunusszal, a tritonokkal és négy tengeri istennővel, Giovanni da Bologna iskolájából.
- I. Cosimo de’ Medici lovas szobra: A Neptun-kút mellett áll I. Cosimo nagyherceg pompás lovas szobra 1594-ből Giovanni da Bolognától.
- Palazzo Uguccioni: A szoborral szemben a Palazzo Uguccioni szép reneszánsz épülete látható.
- Loggia dei Lanzi: A tér déli szögletében álló pompás, nyílt csarnok, amely nevét I. Cosimo német Landsknechtjeitől kapta; eredetileg mint Loggia dei Signori. 1356-76-ban épült Andrea Orcagna tervei nyomán.
- Uffizi-palota: A Palazzo Vecchio szögletén az Arno felé áll. 1560-tól 1574-ig Vasari építette kormányzati célokra. Jelenleg a Nemzeti Könyvtár (Biblioteca Nazionale), a Toscanai Központi Archívum és az Uffizi-képtár (Galleria degli Uffizi) helyezkedik el az épületben. Ez utóbbi a Mediciek gyűjteményeiből keletkezett; művészeti kincseit és gazdagságát tekintve egyike a világ első ilyen galériájának, s leghíresebb múzeumoknak. A képtárat az Arno balpartján levő Pitti-palotával a Vasari-folyosó (Corridoio Vasariano) köti össze, itt található az önarckép-gyűjtemény legnagyobb része. Különlegesen gazdag festmény és antik szoborgyűjteménye. Az alkotások között Giotto, Simone Martini, Piero della Francesca, Beato Angelico, Filippo Lippi, Botticelli, Mantegna, Correggio, Leonardo, Raffaello, Michelangelo, Caravaggio művei sorakoznak. Német és flamand mesterek alkotásai – Dürer, Rembrandt, Rubens – ugyancsak megtekinthetők.

#### A tér mögött
Piazza Firenze
- Palazzo Gondi: a bíróságtól balra, Sangallo alkotása.
- Palazzo Tribunale: a bíróság épülete, barokk stílusú.

Via di Proncosolo
- Bargello vagy Palazzo del Podestá: Gótikus, erődszerű palota, amelyet 1255-ben kezdték építeni, 1859–1865 között teljesen restaurálták és a középkori és reneszánsz olasz régiségek gyűjteménye számára Nemzeti Múzeummá avatták, különösen bronz- és márványtárgyai kötik le a figyelmet. Benne megcsodálhatók Andrea del Verrocchio, Donatello, Luca della Robbia és más toszkán művészek alkotásai.
- Badia-templom: bencések számára készült a Bargelloval szemben. Jelenlegi formájában a 17. századból származik, ám jóval korábban, a 10. században alapították.

Via Dante
- Dante háza: e házban született Dante. Az Alighieri családnak több épülete is volt az utcában.

### Piazza della Santissima Annunziata
Rövidebben: Piazza dell'Annunziata. Harmonikus hatású 15-16. századi, a reneszánsz építészet városrendezési elképzeléseit sugárzó tér.
- I. Ferdinánd nagyherceg lovas szobra: a tér közepén áll, Gianbologna alkotása, Pietro Tocca fejezte be 1608-ban, tőle származnak a tér két oldalán álló – barokk ízlésre valló – szökőkutak is.
- Ospedale degli Innocenti: a tér délnyugati részét a Brunelleschi tervei szerint 1421-ben emelt épület foglalja el. Sok ókori formaelemet használt fel, oszlopcsarnoka az első igazi reneszánsz homlokzat a művészettörténet szerint. Később az egész téren követték e mintát, és árkádos homlokzatokkal építették újjá az egész környezetet, reneszánsz teret alakítva ki.
- Santissima Annunziata-templom: a lelencház mellett áll az 1250-ben alapított, Andrea del Sarto freskóival díszített templom. Jelenlegi formája a quattrocento idejéből származik.

Via San Gallo
- Palazzo Pandolfini: az utca északi részén álló palota Raffaello SAnti rajzai alapján készült el 1520-ban.

### Piazza San Marco
Az Annunziata térről a Via della Sapienza visz a San Marco-térre.
- Szent Márk-templom és kolostor: 1290-ben alapított és a 16. században átalakított épület Fra Bartolomeo egy szép oltárképével és Giovanni Pico della Mirandola síremlékével. A templomból be lehet jutni a San Marco-kolostorba, amelyet Fra Angelico da Fiesole freskói ékesítenek s amelyben Savonarola és Fra Bartolomeo is élt.
- Museo San Marco di Firenze, korábban Istituto di Studi Superiori: a tér keleti oldalán áll indiai, mineralógiai és geológiai gyűjteménnyel.
- Galleria dell’Accademia, korábban Accademia delle Belle Arti: a Via Ricasoli 60. szám alatt, a tér délkeleti szegletében áll a régibb firenzei mesterek időrendben elhelyezett képeivel, kupolás különtermében Michelangelo Davidjával, amelyet a mester 1501–1504 között készített.

### Piazza Santa Croce

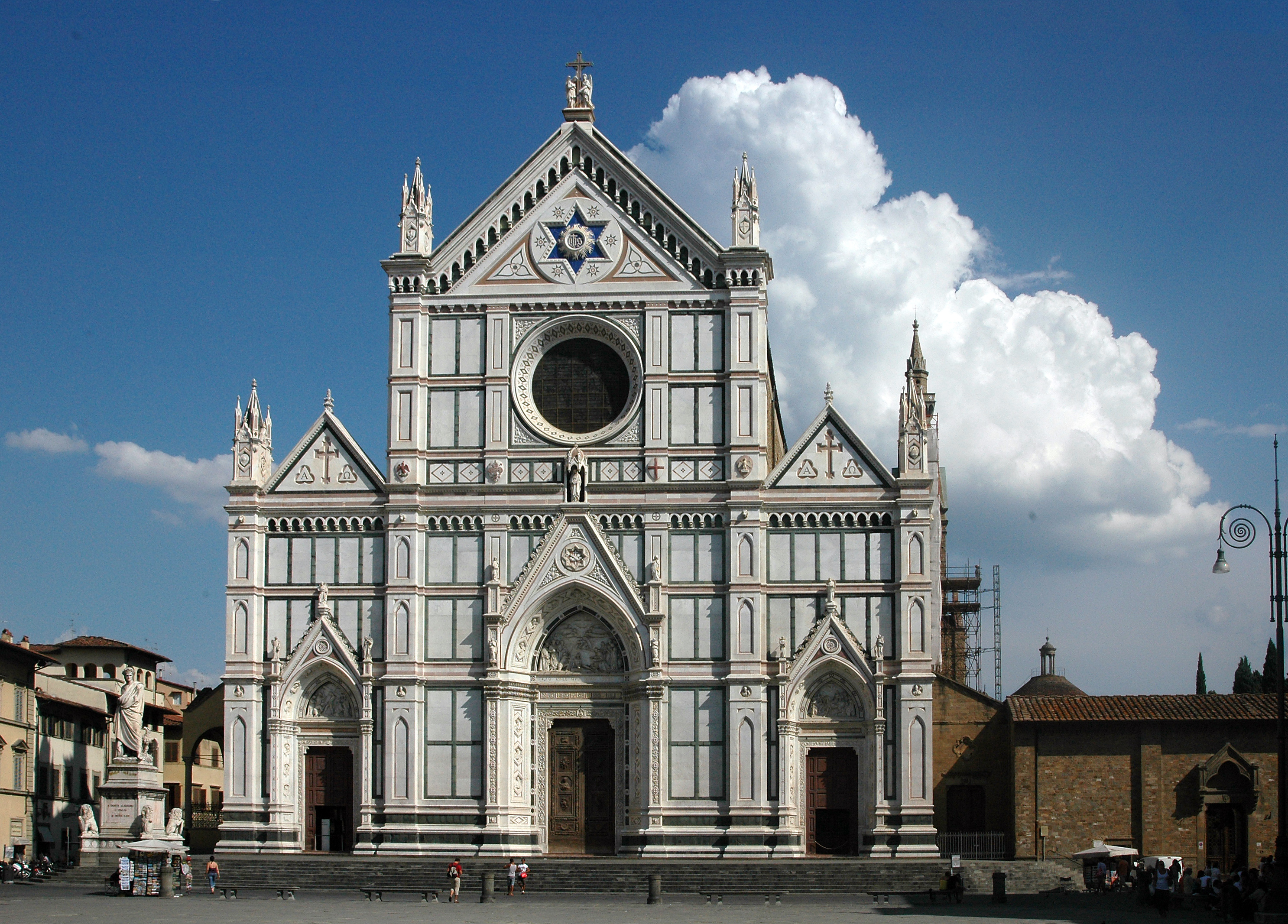
Piazza Santa Croce

E tér nevét a Szent Keresztről, illetve a Santa Croce-templomról kapta. Az 1500-as években itt rendezték a városban a lovagi játékokat, majd később különböző helyi labdajátékok színhelyévé vált.
- Dante-szobor: Dante 7 méter magas állványon emelkedő 5,8 méteres márványszobra Pazzitól, amelyet 1865-ben lepleztek le.
- Santa Croce-templom: A monumentális hatású, gótikus templomot – homlokzatán kívül – 1442-ben fejezték be. Macchiavellinek, Michelangelónak, Danténak, Alfierinek, Rossininek, Lanzinak és más híres firenzeiek síremlékei láthatók itt. A falain Giotto, Peruzziak, Taddeo Gaddi és egyéb kiváló művészeknek gyönyörű képei láthatók.
- Pazzi-kápolna: A templom bejáratával szemben van, Brunelleschi építette 1420-ban. Az építész legfontosabb, a firenzei kora reneszánsz egyik legjelentősebb műve. Ezen az épületen alkalmazták először az "aranymetszés" elméletét. A Pazzi-család megbízásából épült a Santa Croce kolostor udvarán. Térrendszerének centruma a kupolatér, melyhez két oldalról csatlakozik egy-egy harántdongával kialakított térszakasz. A bejárattal szemben négyzetalaprajzú szentély-kápolna látható. Előtte oszlopos előcsarnok.

### Arno-part és déli városrész
Vigna Nuova

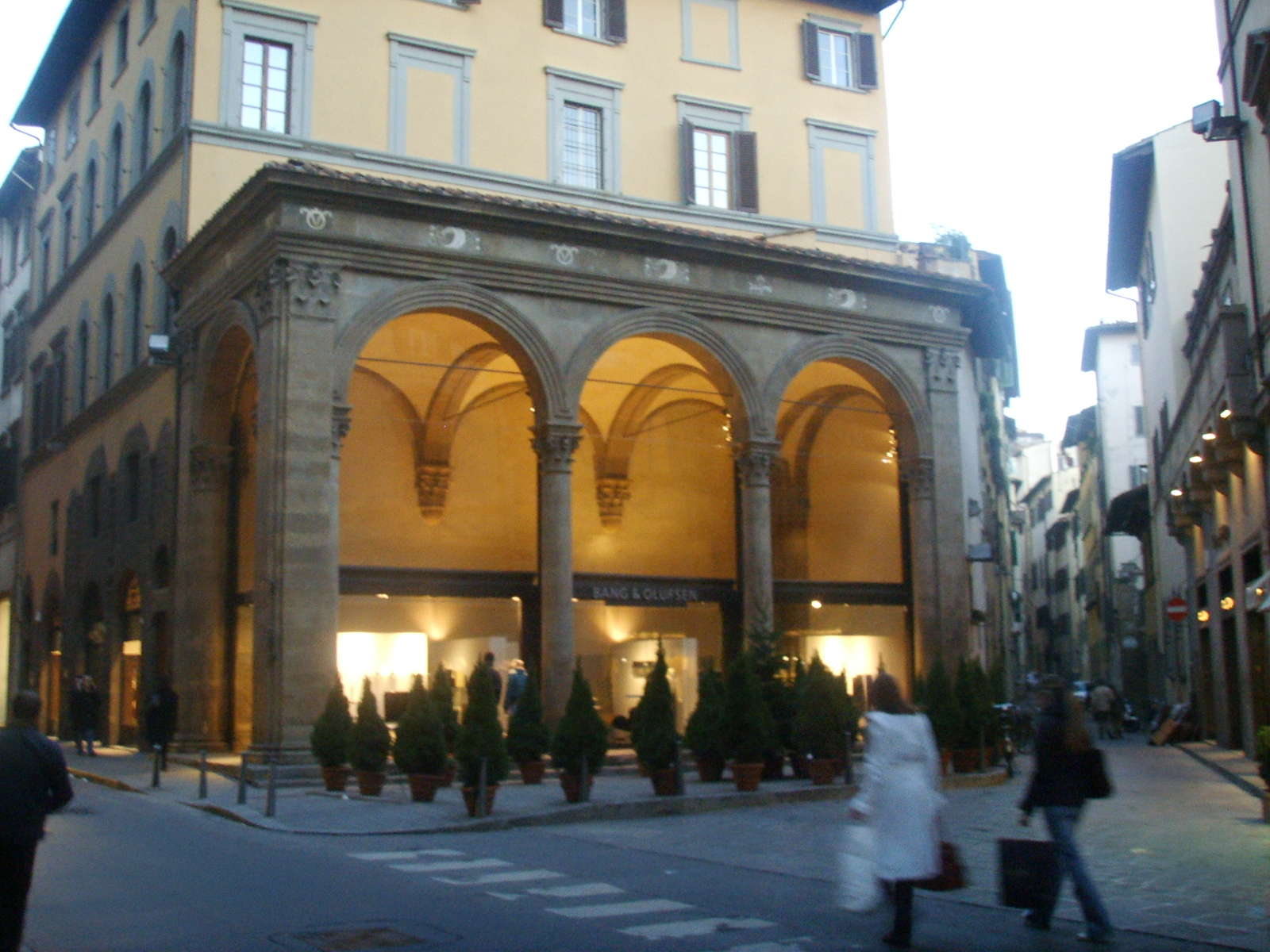
Rucellai-loggia

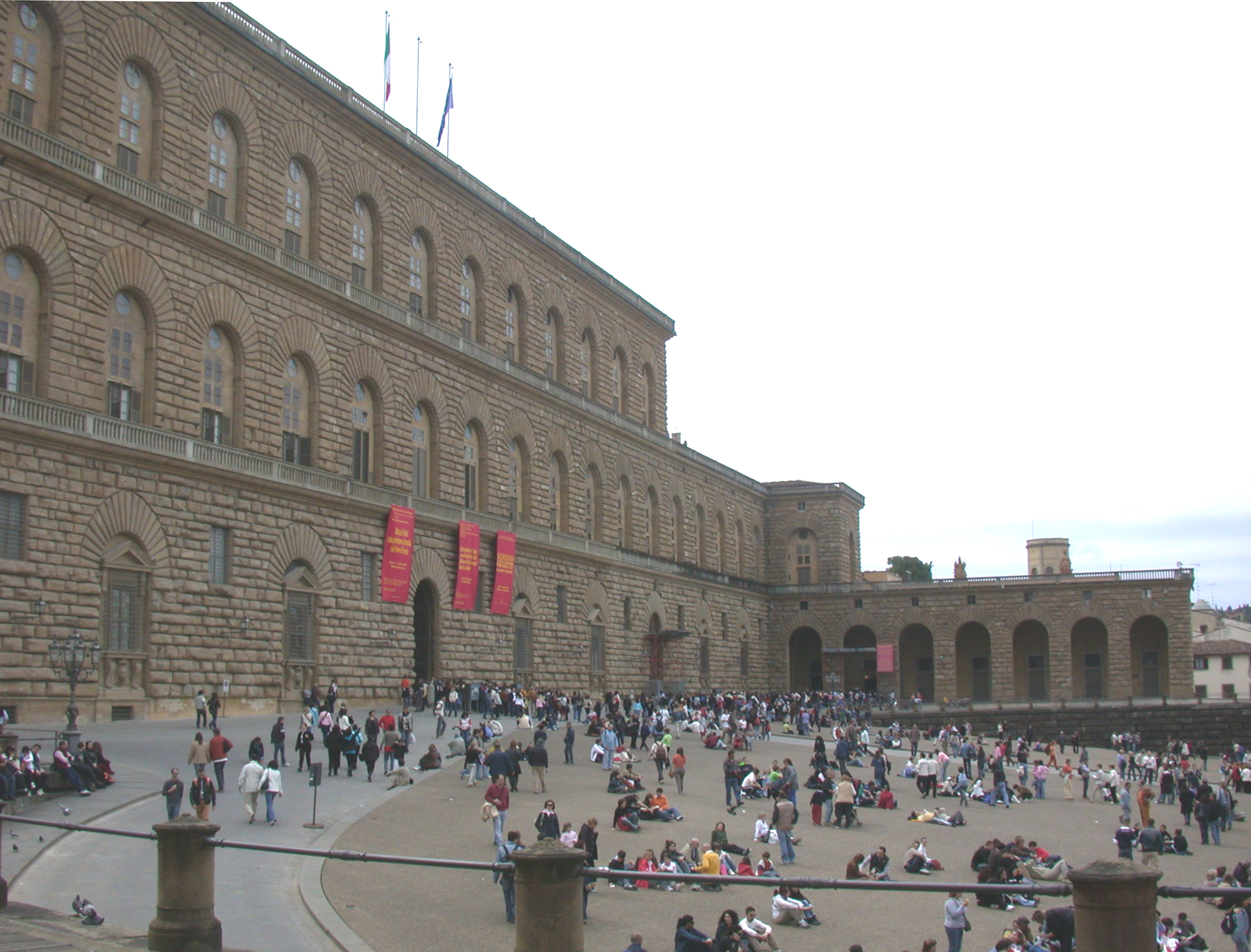
Firenze, Pitti-palota

- Palazzo Rucellai: 1446–1451 között épült Alberti tervei szerint Bernardo Rossellino vezetésével. Homlokzatát lapos félpillerek tagolják, kváderkövei azonban simák. Földszinti ablakai négyzetesek, a magasabb szinteken nagyobbak, félkörös záródásúak, kettős osztásúak. Nagy koszorúpárkánya van.

Piazza Ognissanti vagy korábban Borgo Ognissanti
- Palazzo Corsini: palotaépület az 1600-as évekből képgyűjteménnyel.
- S. Salvadora d'Ognissanti-templom: A Mindenszentekről elnevezett minorita templom 1554-ből, kolostorában Ghirlandaio Utolsó vacsora című freskójával.
- Teatro Comunale

Piazza Santo Spirito
- Palazzo Guadagni: főúri épület az 1500-as évek elejéről.
- Santo Spirito: A Szentléleknek szentelt templom egy háromhajós bazilika. 1487-ben Brunelleschi tervei alapján született. Sangallo és Pollaiuolo alkották szép sekrestyéjét.
- Galilei háza: a Fizikai és Természettudományi Múzeum (Museo di Fisica e di Storia Naturale) épülete.

Piazza Pitti
- Pitti-palota: reneszánsz épület Firenze történelmi központjában. A palota építését 1440-ben Brunelleschi kezdte el Luca Pitti megbízásából. 1549-ben fejezték be a középső és a 18. században a szárnyépületeket. Arányaiban rejlik művészi hatása. A XVI. századtól a tartomány fejedelmeinek, a 19. század végén illetve 20. század elején az olasz királynak szolgált lakásul, ha Firenzében tartózkodott. Benne kapott helyet a Galleria Pitti, amely Leopoldo és Carlo de Medici bíbornokoknak és II. Ferdinánd nagyhercegnek a gyűjteményéből áll. A körülbelül 500 darabból álló galéria egyike Olaszország legértékesebb ilyen jellegű gyűjteményeinek. Mögötte a domb irányába a Giardino Boboli húzódik felfelé.

Piazza delle Carmine
- Santa Maria del Carmine-templom: Masaccio egy gyönyörű képével, amely Szent Pétert ábrázolja, amint Krisztus parancsára a pénzt a vámszedőnek átadja.

### A belváros egyéb részei
Via Strozzi
- Palazzo Strozzi: 1489-ben készült reneszánsz épület, melynek építészéről nem tudni biztos adatot. Benedetto da Maiano szobrásznak vagy Giuliano da Sangallonak tulajdonítják. Koszorúpárkánya Cronaca munkája. Jellegzetessége, hogy kváderkövei minden emeleten egyre kevésbé kiugrók.

Via Tornabuoni
- Palazzo Antinori: 1465-ben épült palota, tervezője Maiano műhelye volt.
- Palazzo Spini-Feroni: hatalmas palotaépület az Arno hídja mellett. 1289-ből származik.

Piazza Santa Trinita
- Palazzo Bartolini-Salimbeni
- SS. Apostoli-templom (Chiesa di SS. Apostoli) : a város legrégebbi templomainak egyike, román stílusú alkotás a 11. századból
- Santa Trinita (Szentháromság-templom): 1250-ből Benedetto da Rovezzano szép márványoltárával és Ghirlandaio freskóival

Via Porta Rossa
- Loggia del Mercato Nuovo: az ún. Új piac csarnoka, valójában 16. századból származó reneszánsz, nyitott épület virág- és ajándéktárgyvásárral
- Palazzo Davanzati: 14. századi patríciusház, ma a Régi Firenzei Ház Múzeuma (Museo della Casa Fiorentina Antica), korhű berendezéssel
- Palazzo di Parte Guelfa: 13. században született gótikus építmény, dolgozott rajta többek között Brunelleschi is.

Via Buonarroti
- Michelangelo háza: A tér közelében, a via Buonaroti szögletén áll Michelangelo Buonarroti háza, a rá vonatkozó emléktárgyakkal, néhány ifjúkori művével és vázlataival.

Via Pietrapiana
- Sant’Ambrogio-templom

Via della Colonna
- Santa Maria Maddalena dei Pazzi-kolostor: káptalanterme Perugino freskóját őrzi.

### Hidak az Arno folyón
- Ponte alla Carraia
- Ponte Alle Grazie
- Ponte di San Niccolò
- Ponte Santa Trinita: a Szentháromság-híd a legszebb itáliai hidak egyike, nevét a Santa Trinita-templomról kapta. Eredetileg a 13. században épült, a németek a II. világháborúban felrobbantották.
- Ponte Vecchio: magyarul Öreg vagy Régi híd. A 16. században épült. Jellegzetessége – melynek hírnevét is köszönheti – a fecskefészekként oldalaihoz épített kis műhelyek sora, ahol ötvösök, aranyművesek dolgoztak és dolgoznak ma is.

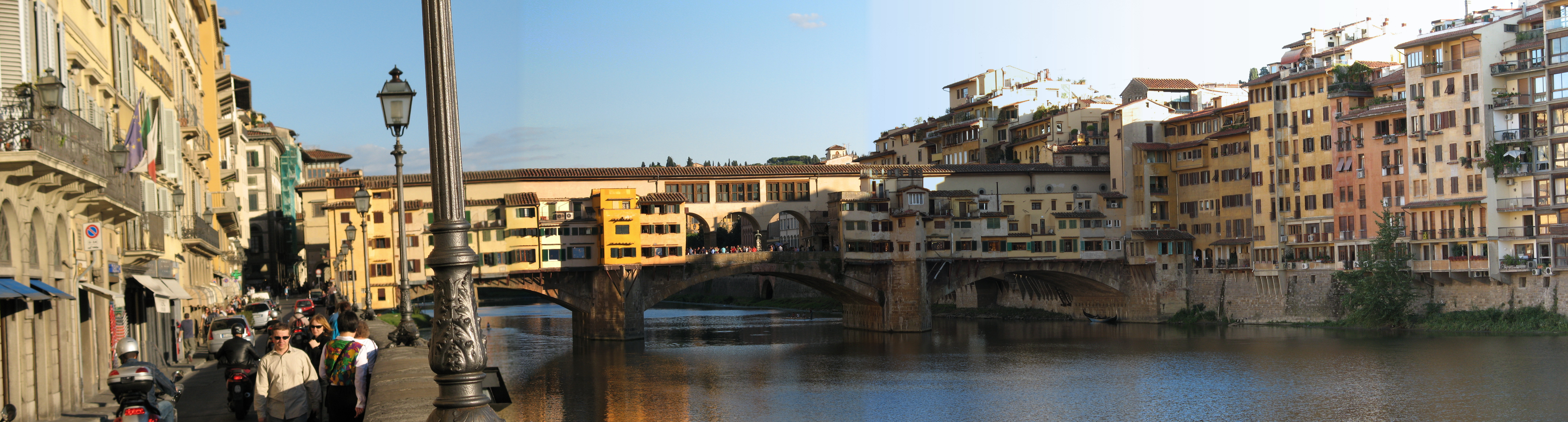
Ponte Vecchio, panoráma

### A déli dombvidék látnivalói
- Forte del Belvedere: késő reneszánsz stílusban készült palotaépület az Arno fölé emelkedő dombvidéken.
- San Miniato al Monte-templom: Firenze legrégebbi időkből származó templomainak egyike. Michelangelo munkájának nyomai is fellelhetők rajta.
- Torre del Gallo: középkori várépület a dombon kimagasló toronyrésszel.
- Villa del Poggio Imperiale: egykori fejedelmi üdülőhelyként szolgált a város déli részén.

## Kultúra

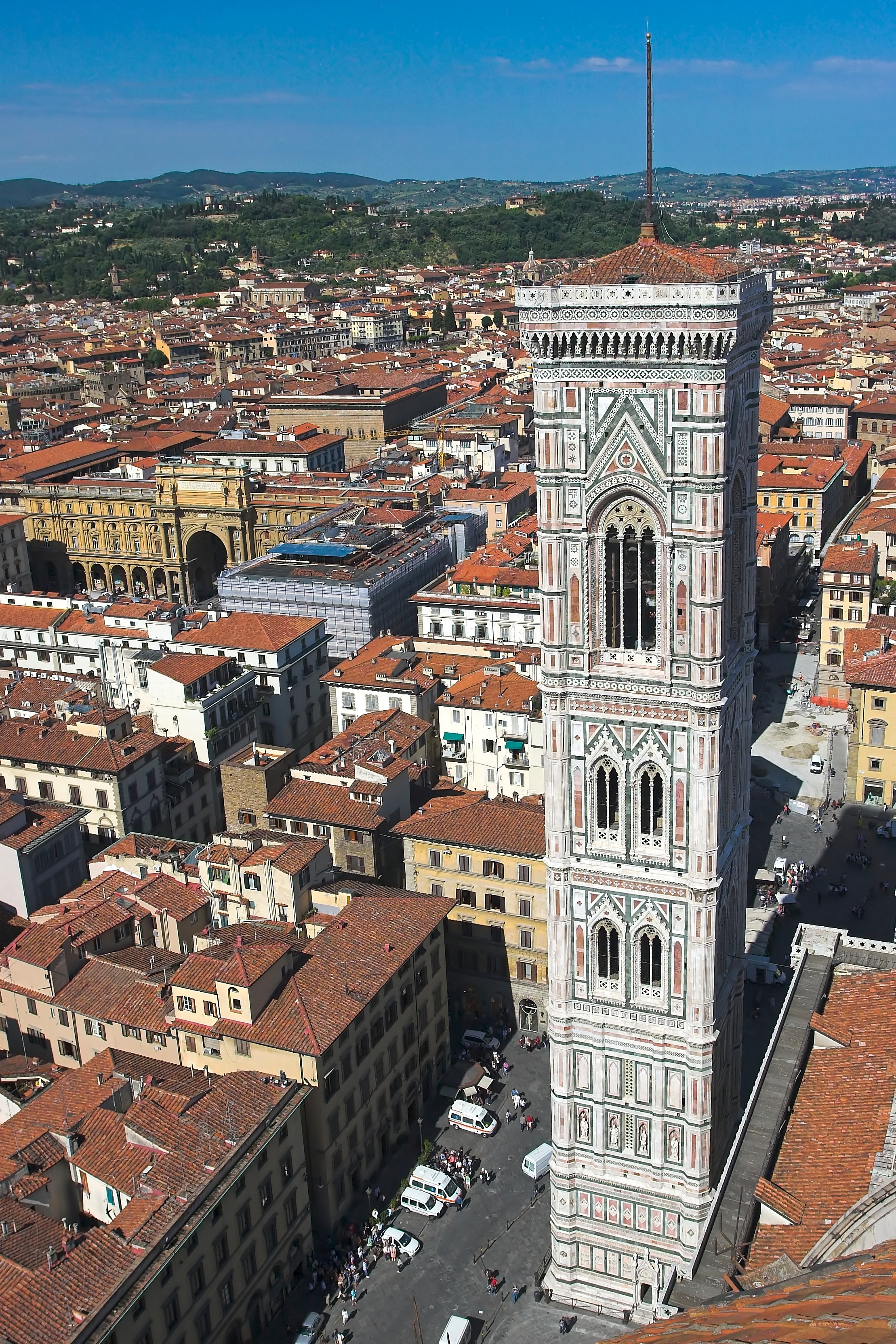
A Santa Maria del Fiore-katedrális harangtornya

### Múzeumok
- Uffizi
- Galleria dell’Accademia
- Medici-kápolnák (Cappelle Medicee, San Lorenzo)
- Museo Bardini
- Museo dell’Opera del Duomo
- Museo della Casa Fiorentina Antica (Palazzo Davanzati)
- Bargello
- Museo San Marco di Firenze (San Marco)
- Museo Archeologico

### Maggio Musicale Fiorentino
Firenze századokra visszanyúló hagyományú májusi zenei fesztiválja. Az antik tavaszi életöröm mai megnyilvánulása a régi, virágokkal elárasztott Firenze ciklikus újjászületése a Maggio Musicale Fiorentino, amelyet tánccal, zenével és színházi előadásokkal ünnepel a város az Opera di Firenze operaházban.

## Művészet
A firenzei művészetek kiemelkedő korszaka a 13-16. századra tehető. Az ekkor alkotó szobrászok, festők gyűjtőneveként alkalmazzák a firenzei iskola elnevezést. Kialakulása a város gyors ipari és kereskedelmi fejlődésével függött össze. A többi itáliai iskolától megkülönbözteti a firenzeiekét a nagyvonalú szerkesztésmód, a perspektíva tanulmányozása és a vonalas ábrázolás. Kezdete Giotto di Bondone (1266–1336) nevéhez köthető, de kiváló mesterek sokaságát mutatta fel. Többek között Masaccio (1401-1429?), Leonardo da Vinci (1452–1519), Michelangelo (1475–1564), Raffaello Santi (1483–1520), Cimabue (1240–1302), Fra Angelico (1387–1455), Fra Filippo Lippi (1406–1469), Sandro Botticelli (1445–1510), Paolo Uccello (1397–1475), Fra Bartolomeo (1472–1517), Andrea Pisano (1290–1349), Luca della Robbia (1399–1482), Andrea del Verrocchio (1436–1488) alkotásainak sokszínűségében gyönyörködhetünk Firenzében és szerte Itáliában.

### Könyvtárak
- Biblioteca Marucelliana (Via Cavour)
- Biblioteca Medicea Laurenziana (San Lorenzo)
- Biblioteca Nazionale Centrale di Firenze
- Biblioteca Riccardiana (Palazzo Medici-Riccardi)

### Tudomány
- A Firenzei Tudományegyetem (L'Università degli Studi di Firenze) egyike a legrégebben alapított itáliai egyetemeknek, ma 12 fakultás 60 000 diák számára nyújt oktatási lehetőséget. A firenzei tudományegyetemen magyar tanszék is működik.

## Gazdaság
Firenze fő gazdasági ágazata a kereskedelem. Kiemelkedő jelentőségű kulturális jellegű idegenforgalma.
A városban található a haute couture Gucci cég, egyike azon kevés divatvállalatoknak, melyek Itáliában nem Milánót választották székhelyül. A közelben még a Prada, a Pucci és Roberto Cavalli ruházati vállalkozásának neve ismert.
Toszkána legjelentősebb kereskedővárosaként Firenze a borkereskedés egyik központja is.

## Közlekedés
A város az A1-es autópályán Róma – Bologna, az A11-es autópályán Pisa felől érhető el. Emellett számtalan főúton és Siena felől az RA3 autópályán is megközelíthető.
A nagy sebességű és hagyományos vasútvonalak a Firenze S. Maria Novella pályaudvarra futnak be Róma, Bologna, Viareggio, Pisa, Livorno felől.

### Helyi tömegközlekedés
Autóbusz: A helyi tömegközlekedést bonyolító buszokat az ATAF és a Li-nea közlekedési cég üzemelteti, ezekre a buszokra, mint a legtöbb városban válthatunk jegyet a trafikokban, újságosoknál és különböző bárokban. Lehetőségünk van a városon belül található vasútállomások között utazni, amit a Trenitalia üzemeltet, de természetesen ezen a hálózaton akár egész Olaszország és Európa is bejárható.
A Santa Maria Novella főpályaudvar (Stazione Santa Maria Novella vagy Stazione Centrale): a Piazza della Stazione nevű téren, a Piazza del Duomo-tól nagyjából 500 méterre északnyugatra található.

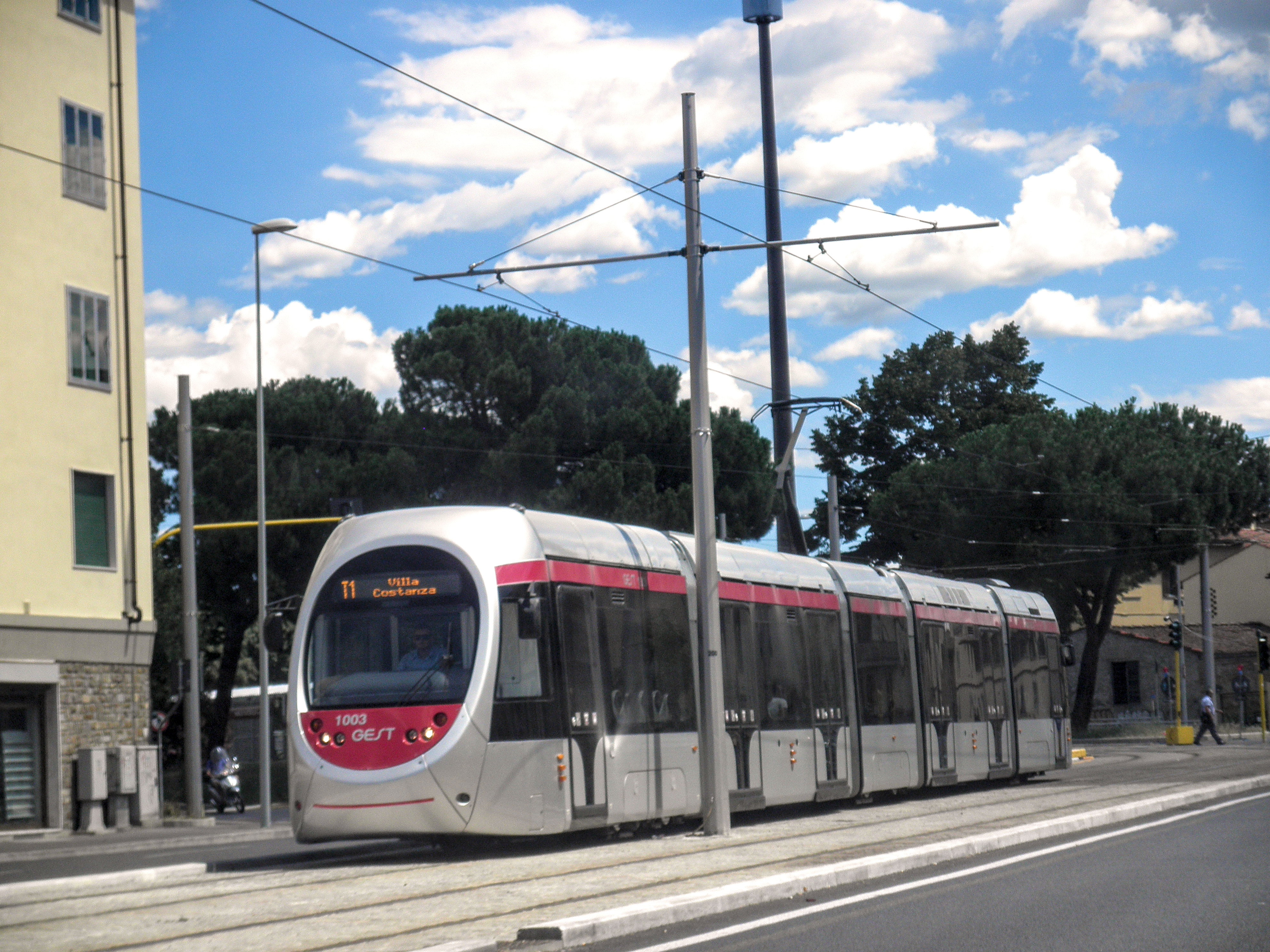
Firenzei 1-es villamos

Villamos: Firenzében jelenleg egy villamosvonal üzemel, mely az 1-es jelzést viseli. A 2-es és a 3-as vonal kiépítésén dolgoznak. Az első vonalat a főpályaudvar és a szomszédos Scandicci város között 2010. február 14-én adták át. Az 1-es villamos 14 megállóval 7,8 kilométeres pályával rendelkezik. A tervek szerint 9,8 millió utast szállíthat évente.
Kerékpáros közlekedés
A városban számos szolgáltató kínálja a bér kerékpárját, illetve a szállások is bocsátanak rendelkezésre ilyet. A belváros területén kerékpárút hiányában a hatalmas tömegben azonban lehetetlen haladni vele.
Parkolás
A belvárost körül övező tereken és utcákban fizető parkoló áll a rendelkezésre kevés szabad hellyel. A legnagyobb férőhelyű parkolóház a belváros mellett a főpályaudvarnál van, lejárat a Piazza della Stazione felől.

### Távolsági tömegközlekedés
Autóbusz: A távolsági buszokat a SITA, Copit, CAP és Lazzi cégek indítják. Ezek a buszok a város központjától 5 kilométerre, nyugati irányban található Amerigo Vespucci repülőtérhez is közlekednek.
A város központja le van zárva a forgalom elől, a buszok, taxik és az erre engedélyt élvezők kivételével itt csak gyalogosforgalom jellemző. A város falain belül egyébként majdnem minden fontosabb hely megközelíthető gyalogosan.

### Légiközlekedés
- Amerigo Vespucci repülőtér (Aeroporto "Amerigo Vespucci" – Firenze)

## Híres emberek

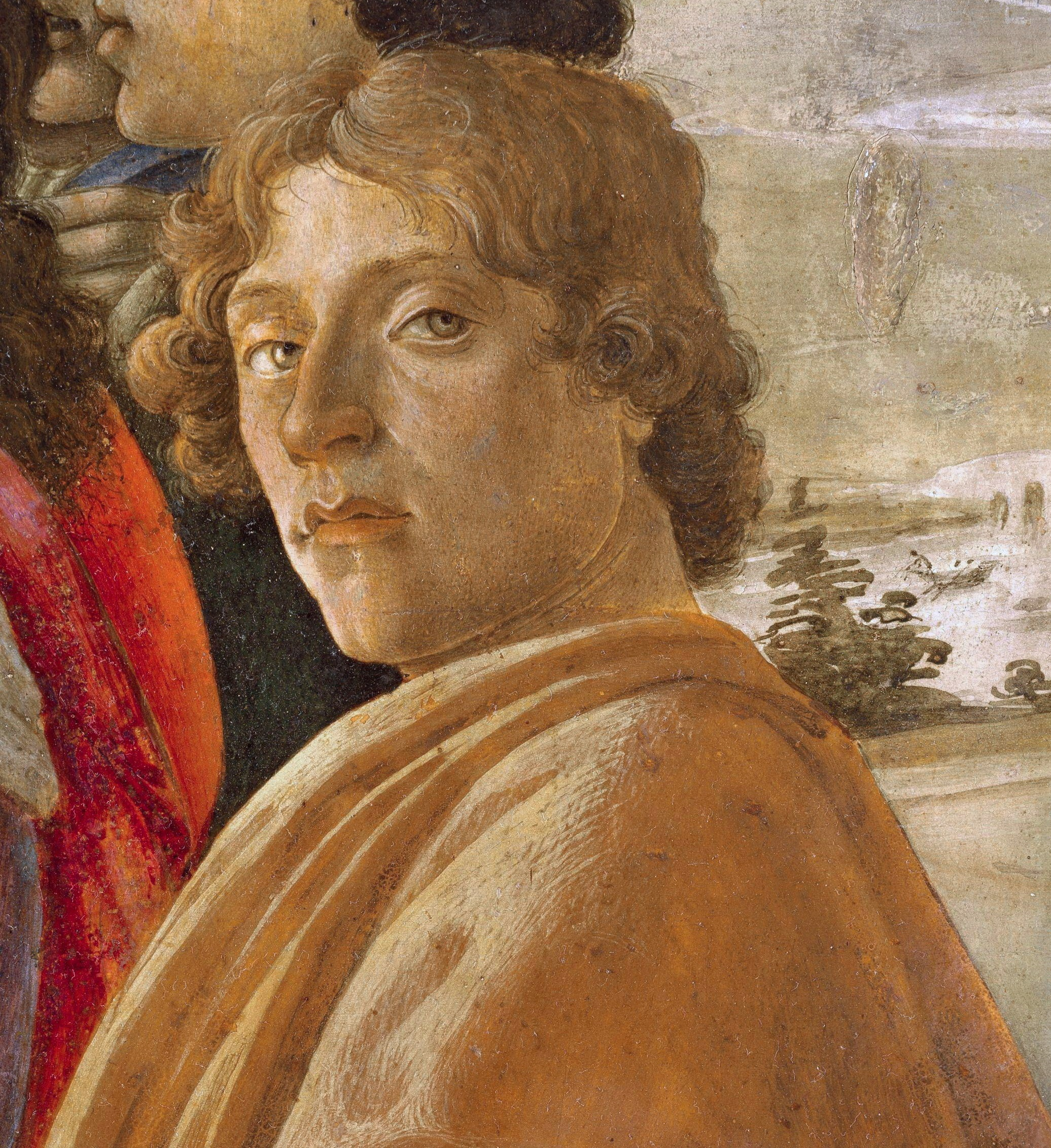
Sandro Botticelli: Önarckép

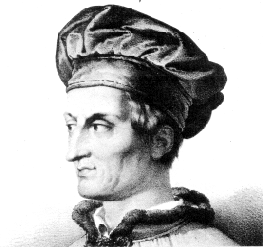
Amerigo Vespucci

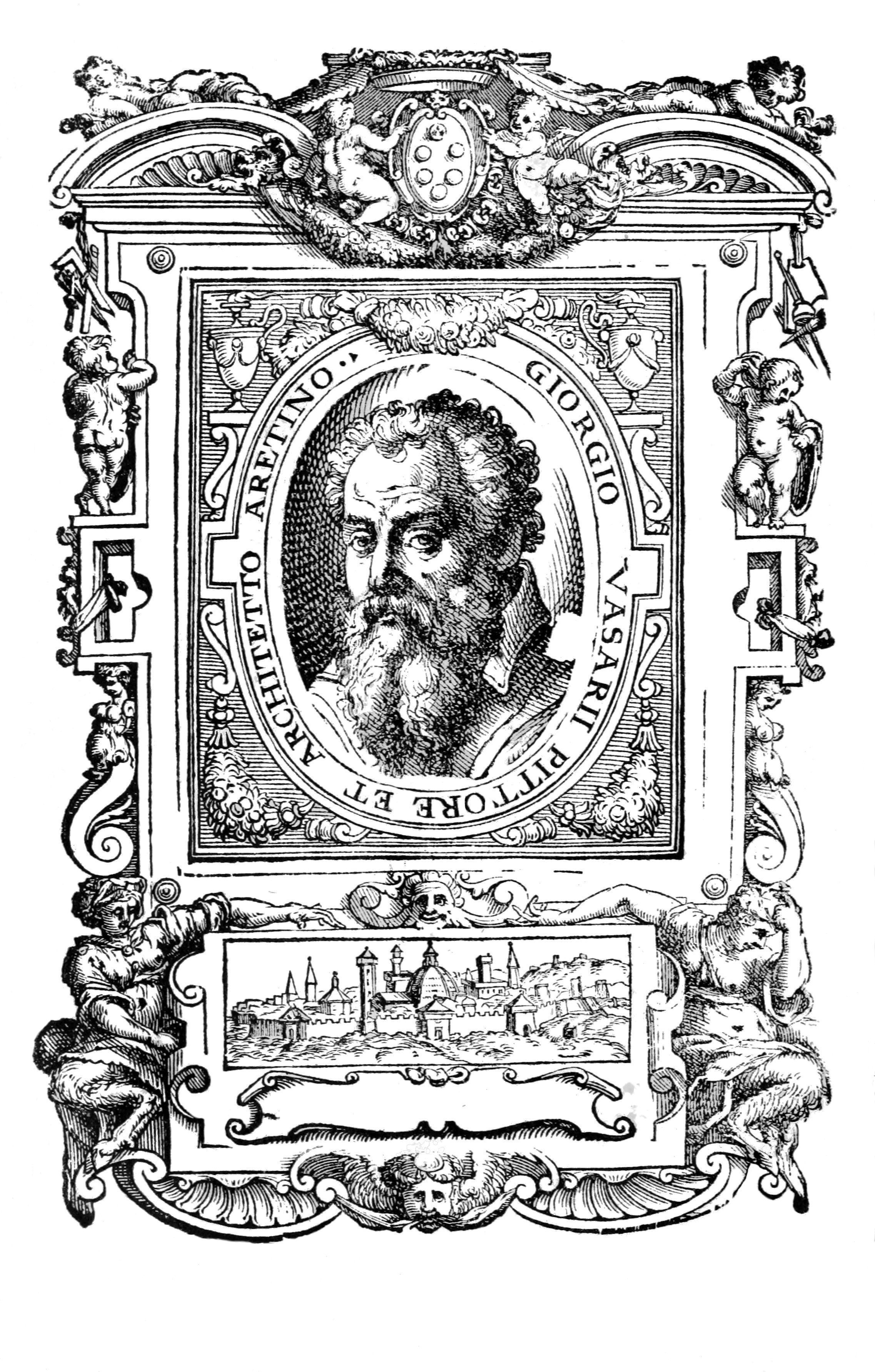
Giorgio Vasari: Önarckép

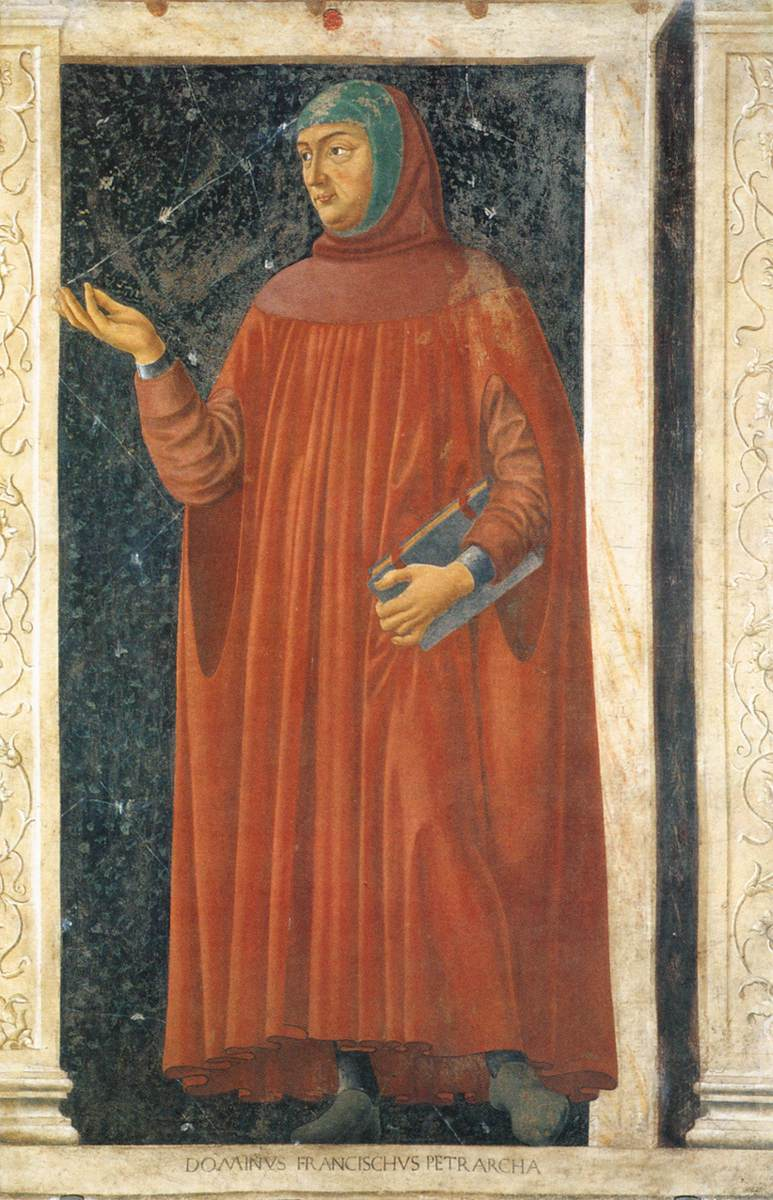
Francesco Petrarca

### Uralkodók, politikusok
- Niccolò Machiavelli (1469–1527) olasz író, politikus, korának egyik legnagyobb hatású gondolkodója.
- Cosimo de' Medici más néven Idősebb Cosimo (olaszul: Cosimo il Vecchio) (Firenze, 1389. szeptember 27. – Careggi, 1464. augusztus 1.), Firenze fejedelme, a Medici-család fejedelmi ágának alapítója.
- Lorenzo de' Medici közkeletű nevén Lorenzo il Magnifico, („a nagyszerű” vagy „a tündöklő”), (Firenze, 1449. január 1. – Careggi, Firenze mellett, 1492. április 8.) firenzei államférfi, a művészetek és a tudomány partónusa, a Medici-család legkiemelkedőbb sarja.

### Vallás
- Ugolino Martelli (Firenze, 1519 – Empoli, 1592. november 1.) itáliai humanista tudós, korának egyik legnevesebb költője, katolikus püspök.
- Girolamo Savonarola, teljes nevén: Girolamo Maria Francesco Matteo Savonarola (Ferrara, 1452. szeptember 21. – 1498. május 23.)

### Tudomány, felfedezés
- Leon Battista Alberti, más névváltozatok szerint Leonbattista Alberti, Leone Battista Alberti; Genova?, 1404. február 14. – Róma, 1472. április 25.) olasz humanista, építész, író, költő, filozófus, kriptográfus, nyelvész, reneszánsz polihisztor.
- Vespasiano da Bisticci (Firenze, 1421 – Firenze, 1498) olasz történetíró, könyvkereskedő, kiadó.
- Giorgio Vasari (Arezzo, 1511. július 30.(?) – Firenze, 1574. június 27.) olasz építész, manierista festő, művészeti író.
- Amerigo Vespucci (Firenze, 1451. március 9. – Sevilla, 1512. február 22.) olasz utazó, felfedező.
- Gaetano Savi (Firenze, 1769 – 1844) olasz botanikus.

### Képzőművészet
- Sandro Botticelli, eredeti nevén Alessandro di Mariano Filipepi (Firenze, 1445. március 1. – 1510. május 17.) itáliai festő, a korai reneszánsz (quattrocento) idején a firenzei iskola legjelesebb képviselője.
- Michelangelo Buonarroti, teljes nevén Michelangelo di Lodovico Buonarroti Simoni, Caprese, 1475. március 6. – Róma, 1564. február 18.) az olasz reneszánsz kimagasló mestere, egyike a művészettörténet legnagyobb alakjainak.
- Benvenuto Cellini (Firenze, 1500. november 3. – Firenze, 1571. február 13.), olasz szobrász, ötvös, éremművész, a manierizmus egyik ismert képviselője.
- Cimabue, eredeti nevén Cenni di Pepo (Giovanni) (Firenze, 1240 körül – 1302 körül) itáliai festő és mozaikművész, a késő gótikus festészet egyik legnagyobb művésze, Giotto di Bondone mestere.
- Lorenzo Ghiberti (Firenze, 1378 – 1455) a korai reneszánsz egyik leghíresebb szobrásza és ötvösművésze.
- Giotto di Bondone (Colle di Vespignano, Firenze közelében, 1267 – Firenze, 1337. január 8.) firenzei festő, szobrász és építész, a korai reneszánsz, a trecento művészetének első jelentős alakja.
- Filippo Brunelleschi (1377–1446), építész, szobrász, mérnök, a Firenzei dóm kupolájának megépítője.
- Masaccio, eredeti nevén Tommaso Cassai vagy Tommaso di Ser Giovanni di Mone; (Castel San Giovanni di Altura, 1401. december 21. – Róma, 1428 ősze), az olasz reneszánsz quattrocento időszakának jelentős festője.
- Leonardo da Vinci teljes nevén Leonardo di ser Piero da Vinci (Anchiano, Vinci, 1452. április 15. – Amboise, Franciaország, 1519. május 2.) olasz (akkor még itáliai) származású polihisztor, azaz: festő, tudós, matematikus, hadmérnök, feltaláló, anatómus, szobrász, építész, zeneszerző, költő és író.

### Filmművészet
- Irene Grandi (Firenze, 1969. december 6. –) olasz énekesnő és filmszínésznő.
- Franco Zeffirelli (Firenze, 1923. február 12. –) olasz filmrendező, forgatókönyvíró.

### Sport
- Gabriel Omar Batistuta az argentin labdarúgó-válogatott egykori csatára volt, minden idők egyik legeredményesebb argentin válogatottja.

Roberto Baggio (1993 aranylabdása), a firenzei szurkolók kedvence volt a kilencvenes évek elején.

### Divat
- Guccio Gucci (Firenze, 1881 – Milánó, 1953), bőr-, cipő- és ékszermárka névadója.

### Továbbá
| - Baccio d’Agnolo 1462–1543); építész és szobrász - Giancarlo Antognoni (1954*), labdarúgó - Baccio Bandinelli (Firenze, 1488. október 17. – Firenze, 1560. február), szobrász - Gino Bartali (Firenze, Ponte a Ema, 1914. július 18. – 2000. május 5.), kerékpáros - Clarice Benini (Firenze, 1905. január 8. – Rufina, 1976. szeptember 6.), sakkozónő - Alessandro Benvenuti (Pelago, 1950. január 31.), színész, rendező, dramaturg - Raffaello Borghini (Firenze, 1537–1588), költő és kritikus - Filippo Brunelleschi (Firenze, 1377–1446) reneszánsz építész, mérnök, szobrász, festő - Alessandro Canino (Firenze, 1973. szeptember 14.) énekes - Evelina Cattermole (Firenze, 1849. október 26. – Róma, 1896. november 30.) költőnő - Roberto Cavalli (Firenze, 1940. november 15.) stiliszta - Massimo Ceccherini (Firenze, 1965. május 23.) rendező és előadó - Mario Cecchi Gori (Brescia, 1920. március 21. – Róma, 1993. november 5.) filmproducer, a Fiorentina elnöke - Vittorio Cecchi Gori (Firenze, 1942. április 27.) politikus - Luigi Cherubini (Firenze, 1760. szeptember 14. – Párizs, 1842. március 15.) zeneszerző - Bruno Cicognani - Carlo Collodi (Lorenzini) - Carlo Conti - Olinto Cristina - Baccio da Montelupo - Luigi Dallapiccola - Andrea Della Valle | - Diego Della Valle - Leonardo Domenici - Donatello - Antonio da Filicaja - Franco Fortini - Giovanni Gentile - Alessio Guarino - Luisa Giaconi - Lapo Gianni - Margherita Hack - Paolo Hendel - Mario Luzi - Giorgio La Pira - Lorenzo Magalotti - Dacia Maraini - Fosco Maraini - Marco Masini - Angiolo Agostino Mazzinghi - Antonio Meucci - Cosimo I de' Medici - Daniela Morozzi - Orcagna - Pietro Pacciani - Alessandro Paci - Aldo Palazzeschi - Giorgio Panariello | - Giovanni Papini - Alessandro Pavolini - Piero Pelù - Ubaldino Peruzzi - Leonardo Pieraccioni - Paolo Poli - Pontormo - Vasco Pratolini - Marco Predieri - Carlo Pucci - Emilio Pucci - Elena Sofia Ricci - Bettino Ricasoli - Romano Romanelli - Stefano Rosselli del Turco - Antonio Sacchini - Gaetano Salvemini - Giovanni Sartori - Vincenzo da Filicaja - Odoardo Spadaro - Giovanni Spadolini - Martina Stella - Niccolò Stenone - Tiziano Terzani - Farinata degli Uberti - Paolo Uccello - Cesare Valentini - Paolo Vallesi - Vamba |

## Testvérvárosok
Firenzének a következő városokkal van testvérvárosi kapcsolata:
| - Reims - Kassel - Fez - Philadelphia - Edinburgh - Kiotó - Kijev - Drezda - Nanking - Salvador da Bahia - Sydney | - Kuvaitváros - Turku - Názáret - Iszfahán - Riga - Tirana - Athén - Puebla - Valladolid - Budapest |